# 기동전사 건담 더블 오
《기동전사 건담 00》(機動戦士ガンダム00 기도센시간다무다부루오[*])는 일본의 TV 애니메이션이다.

## 작품 개요
《기동전사 건담 00》(機動戦士ガンダム00, Mobile Suit Gundam 00)는 기동전사 건담 시리즈의 한 작품이다. 00는 숫자 00로 표기하고 읽는 것은 더블 제로가 아닌 더블 오(Double O)라고 읽는다.
2007년 6월 2일에 처음으로 공개되었으며 동년 10월 6일부터 MBS, TBS 계열 방송국에서 방영을 시작, 2008년 3월 29일자로 퍼스트 시즌이 25화로 종결된 후 동년 10월 5일부터 세컨드 시즌이 시작되었으며, 2009년 3월 29일까지 전체 50화로 완결되었다. 건담 시리즈로서는 사상 처음으로 HDTV(하이비전)으로 제작하여 방영되며, 전 50화 분량을 반으로 나누어 시즌제로 방영하는 것도 시리즈로서는 처음 시도된 것이다. 이후 2010년 9월 18일에 극장판이 개봉되었고 동년 12월 25일에 극장판 BD/DVD가 발매되었다.
제작은 일본의 애니메이션 제작사 선라이즈 제3스튜디오가 담당하였으며, 감독은 《강철의 연금술사》로 알려진 미즈시마 세이지이다. 또한 시리즈 구성은 《무한의 리바이어스》나 《허니와 클로버》 등으로 알려진 쿠로다 요스케이며, 캐릭터 디자인은 만화가 코우가 윤, 메카닉 디자인은 에비카와 카네타케, 야나세 타카유키, 테라오카 켄지, 후쿠치 히토시, 나카타니 세이치, 오오카와라 쿠니오 등이 담당했다. 프로듀서는 《코드 기아스 반역의 를르슈》등을 담당한 다케다 세이지이다.
건담 사상 처음으로 실제 사용하는 연대인 서력, 즉 A.D를 사용하며 A.D 2300년대의 지구가 배경이다. 2300년대 초반의 세계에서 치열한 전쟁을 벌이는 유니온과 인류혁신연맹, AEU의 3세력. 그리고 그들의 뒤를 이어 탄생한 지구연방에 대항하여 등장한 사설 무장조직 셀레스티얼 빙과 그들이 투입한 기동병기 건담의 이야기를 그리고 있다.

## 줄거리

### 퍼스트 시즌 (A.D. 2307)
24세기 초인 서기 2307년, 세계는 미합중국을 중심으로 결성된 '유니온', 러시아, 중국, 인도 3국을 중심으로 결성된 '인류 혁신 연맹', 그리고 유럽 국가들을 중심으로 결성된 'AEU'라는 3대 초강대국연합으로 나뉘어 있었다. 이들은 고갈되어 버린 화석연료를 대신하는 3기의 궤도 엘리베이터와 태양광 발전 시스템을 둘러싼 갈등과 대립, 전쟁을 지속하고 있었다. 그리고 이런 대립이 이어지고 있는 구도를 깨뜨리려는 자들이 나타난다.
AEU와 인혁련의 궤도 엘리베이터에서의 개입을 시작으로 수수께끼의 사설 무장 조직 '솔레스탈 빙'(Celestial Being)이 강력한 기동병기 건담을 투입하기 시작하여 세계 각지의 분쟁에 무력개입을 시작한 것이다. '평화를 위한 무력행사'라는 모순을 안고, 솔레스탈 빙의 실행부대인 프톨레마이오스 팀에 소속된 네명의 건담 마이스터들은 지구상의 전쟁을 근절시킨다는 표면적인 목적으로 세계에 싸움을 건다. 그리고 이런 솔레스탈 빙의 무력개입으로부터 세계는 변화해나가기 시작한다.

### 세컨드 시즌 (A.D. 2312)
4년 전의 마지막 전투에서 살아남은 건담 마이스터 세츠나는 '솔레스탈 빙'에 의한 변혁을 이룩한 세계가 나아가는 방향을 주시하고 있었다. 감시자 알레한드로 코너를 쓰러뜨리고 분쟁이 없는 평화로운 세계가 되는 것을 꿈꾸고 있었지만 그런 그에게 비쳐진 세계는 어로우즈에 의해 만들어진 '강압'이라고 하는 이름의 일그러진 평화와 모순된 현실이었다.
여전히 뒤틀려 있는 현실 앞에서 세츠나는 다시 한 번 싸울 결의를 한다.

### 극장판 A wakening of the Trailblazer (A.D. 2314)
23세기 초두, '분쟁 근절'을 제창하는 사설 무장 조직 솔레스탈 빙은 인간형 기동병기 건담을 필두로 세계 각지의 분쟁에 무력 개입을 실시했었다. 연이은 전투 속에서 진정한 혁신자(이노베이터)로 각성한 솔레스탈 빙의 건담 마이스터 세츠나 F. 세이에이는 힘에 의한 통제로 인류를 통일하고 이끌고자 한 이노베이더 리본즈 알마크와의 사투에서 승리했다. 세계는 평화를 위한 의미있는 걸음을 내딛기 시작하였고 그 뒷편의 그림자속에서 솔레스탈 빙은 비밀스러운 활동을 이어나간다.
그로부터 2년 후인 서기 2314년, 정지된 목성 유인 탐사선이 무언가에 의해 지구 추락 루트에 진입한다. 이에 지구연방군의 이노베이터 데카르트 샤먼 대위가 그의 기체인 가데라자로 탐사선을 파괴하지만 잔해는 대기권에 타 없어지지 않고 지구에 추락했다. 한편 지구연방군 소속 물리학자 빌리 카타기리와 조사대는 잔해에서 외계 생명체의 존재를 발견하고 그들이 사람들과 동화해 침식한다는 것을 알아내게 된다. 생명체의 이름은 ELS(Extraterrestrial Living-metal Shape shifter)로 명명되었고 얼마 지나지 않아 인류의 적대 세력이라고 규정되었다.
며칠 후 목성의 대적점에서 대규모의 중력장이 발생해 목성의 위성들인 소행성들과 이오, 가니메데가 빨려들어간다. 거기에 나타난 ELS의 대군들이 솔레스탈 빙의 수송함, 프톨레마이오스와 지구연방군에 포착되었고 이런 전대미문의 위기를 막기 위하여 지구연방군과 솔레스탈 빙의 건담들은 화성인근에서 그들과 접촉을 시도하게 되는데…그리고 세츠나는 새로운 위기의 속에서, 스스로가 이룩한 진화의 진짜 의미와 직면한다. 과연 이오리아 계획의 최종 단계, 「다가올 대화」란 도대체 무엇인가?

## 등장인물

### 제 1시즌 (A.D. 2307)

#### - 솔레스탈 비잉 (Celestial Being)
약 200년 전, 천재 과학자 이오리아 슈헨베르그에 의해 창설된 사설 무장 조직.
솔레스탈 비잉은 '무력에 의한 전쟁의 근절'을 표방하고 있다. 표면적으로는 '전쟁 근절'을 표방했으나 그 진위는 알 수 없다. 사실상 무력에 의함 전쟁 근절을 이용해 전 지구 인류를 하나로 통합 시키기 위한 조직이었던 것이었다.
세츠나.F.세이에이 (刹那.F.Seiei / Setsuna F. Seiei) 성우-미야노 마모루 / 브래드 스웨일
본작의 주인공.
본명:소랑 이브라힘 (Soran Ebrahim). 연령:16세. 신장:162cm. 체중:58kg. 혈액형:A. 생년월일:서기 2291년 4월 7일.
근접 전투형 MS 건담 엑시아의 마이스터. 크루지스 공화국 출신.
내전이 계속 되던 중동의 소국 크루지스 공화국(the Republic of Kyugis)에서 태어나고 자랐다. 10대 무렵부터 소년병으로서 전장을 달리고 있었다. 아리 알 사셰스가 리더로 있는 테러집단에 소속되어 가르침을 받았다. 극한의 분쟁상황에서 싸우던 어린 세츠나는 적 MS에게 쫓기던 절체절명의 상황에서 0건담에게 구조받고 이것을 기회로 CB에 참가한다.
그 나이에 어울리지 않게 매우 과묵한 성격으로, 다른 사람의 간섭을 거절해 항상 일정한 거리를 두고 있다. 한편으로는 자주 감정에 맡긴 행동을 취하는 일이 있어, 임무중의 독자행동이나, 무심코 조직의 기밀을 누설 하는 등 물정에 밝지 않은 면도 많다.
록온 스트라토스 (Lockon Stratos) 성우-미키 신이치로 / 알렉스 자하라
본명:닐 디란디 (Neil dylandy 연령:24세. 신장:185cm. 체중:80kg. 혈액형:O 생년월일:서기 2283년 3월 3일.
저격형 MS 건담 듀나메스의 마이스터. 아일랜드 출신.
뛰어난 저격 능력 때문에 CB에 스카우트되었다. 밝은 청년이지만 테러에 의해 가족을 잃은 과거로 인해 테러 행위에 대해서 격렬한 증오를 품는다.연령 미상의 티에리아를 제외한 건담 마이스터 중에서는 최연장으로, 다른 마이스터들의 리더적 존재이며 실질적으로 미션 시 리더를 맡고 있다. 협조성이 부족한 멤버들의 통솔에 고생하고 있으며 특히 폭주가 많은 세츠나의 제지나 지원을 맡는 경우가 많다.
알렐루야 합티즘 (Allelujah Haptism) 성우-요시노 히로유키 / 리처드 이언 콕스
연령:19세. 신장:186cm. 체중:81kg. 혈액형:B. 생년월일:서기 2288년 2월 27일.
가변형 MS 건담 큐리오스의 마이스터. 카자흐스탄 출신.
고아로서 살았던 유년기에 인혁련의 특수기관에서 '초인병'이라는 개조인간의 실험체로서 혹사당해왔다. 후에 시설을 탈주해 우주를 떠돌다가 살아남는다. 그 뒤 우여곡절 끝에 CB에 참가한다.
냉정해보이는 외모에 어울리지 않게 예의 바르고, 임무라고 해도 인명을 빼앗는 것에는 저항을 느끼기도 한다. 그 마음속에는 초인병 시절의 인체 개조 실험으로 인해 만들어진 또 하나의 인격 - “할렐루야”라고 불리는 정반대의 호전적인 인격이 숨어있다.
평상시는 앞머리로 한쪽 눈을 숨기고 있지만, 좌우 눈의 색이 다르다. 왼쪽 눈을 드러낼 때는 “알렐루야”, 오른쪽 눈을 드러낼 때는 “할렐루야”다.
티에리아 아데 (Tieria Erde) 성우-카미야 히로시 / 새뮤얼 빈센트
연령:불명. 신장:177cm. 체중:72kg. 혈액형:불명. 생년월일:불명.
중장형 MS 건담 버체의 마이스터. 출신불명. 이노베이터다.
중성적인 외모를 가졌다. 안경을 쓰고 있지만, MS에 탑승시 등 미착용인 장면도 많고 특별히 시력이 나쁘지도 않다.
서로 경력을 숨기고 있는 CB 멤버중에서도 두드러지게 수수께끼가 많은 인물.
CB의 이념보다, CB를 통괄하는 양자형 연산 시스템“베다”의 의사를 최우선의 것으로 해, 그 뜻에 반하는 것은 비록 아군이어도 일절 용서를 하지 않는다. 지구상의 환경에 혐오스러운 감정을 안고 있다.
요한 트리니티 (Johann Trinity) 성우-코니시 카츠유키
연령:26세. 신장:188cm. 체중:83kg. 혈액형:A. 생년월일:불명.
건담 스로네 아인(Throne Eins)의 마이스터. 트리니티 3남매중 첫째. 포격전에 능하여 GN메가 런쳐를 탑재한 스로네 아인에 탑승한다.
냉정한 판단과 통찰력이 뛰어나 무대포 기질이 강한 두 동생을 잘 통솔하고 있다. 미하엘과 네나도 이런 요한을 매우 잘 따르며 복종하고있다.
미하일 트리니티 (Michael Trinity) 성우-나미카와 다이스케
연령:19세. 신장:171cm. 체중:66kg. 혈액형:O. 생년월일:불명.
건담 스로네 쯔바이(Throne Zwei)의 마이스터. 3남매중 둘째. 스로네 쯔바이에 탑재된 무기인 GN팡을 매우 좋아하는게 특징.
다혈질에 상당히 공격적인 성격을 지녔으며 이 때문에 광적으로 전투에 집착하는 모습을 보인다. 이런 모습 때문에 형인 요한에게 자주 혼나기도 한다.
네나 트리니티 (Nena Trinity) 성우-쿠기미야 리에
연령:17세. 신장:151cm. 체중:38kg. 혈액형:B. 생년월일:불명.
건담 스로네 드라이(Throne Drei)의 마이스터. 티리니티 3남매중 막내. 유일한 이노베이터.
CB의 건담 마이스터인 세츠나를 좋아하며, 말괄량이 기질이 강하다. 단, 겉보기와는 다르게 전투에서는 잔인한 면모를 보여주기도 한다.
스메라기 리 노리에가 (スメラギ・李・ノリエガ / Sumeragi Lee Noriega) 본명 리사 쿠조 성우 - 혼나 요코 / 리사 앤 벨리
연령:26세. 신장:168cm. 체중:53kg. 혈액형:AB. 생년월일:서기 2281년 8월 24일.
CB의 전투 모함 프톨레마이오스의 전술 예보사. 함장의 직함은 아니지만 실질상의 함의 리더격 인물. 그 전술 예상의 적중율은 99.8%에 달해 부대의 작전 입안을 거의 혼자서 다루는 유능한 지휘관이다. 한편 술을 굉장히 즐기고 임무중도 가끔 음주를 즐겨 크루들에게 주의받고 있지만 자신의 일은 어디까지나 작전 입안만이니까 라며 반성하는 모습이 없다. 하지만, 이것은 그녀가 CB의 대의를 '악행'이라고 인식하고 있기에 그에 따른 고뇌의 현상이기도 한 것 같다.
크리스티나 시에라 (Christina Sierra) 성우 - 사토 아리세 / 섀넌 챈켄트
연령:22세. 신장:160cm. 체중:47kg. 혈액형:O. 생년월일:서기 2285년 3월 29일.
프톨레마이오스의 전황 오퍼레이터. 그 고도의 프로그래밍 능력 때문에 CB에 스카우트되었다. 상냥한 성격으로 다른 크루들로부터의 신뢰가 두텁다. 임무중 잡담이 많은 랏세나 임무중에 음주하는 스메라기에게 푸념을 늘어 놓기도 한다.
일부 크루들 사이에서는 주로 “크리스”라는 애칭으로 불린다. 사실상 그녀는 '전쟁 근절'이란 목표를 가슴 깊이 새긴 것이 아니라 경이로울 정도의 '베다와 CB의 능력'을 자신이 해보겠다는 의지로 CB활동에 참여한 것이라 급박한 상황에선 상대적으로 약한면을 보인다. 감정표현이 서투른 펠트를 여러 가지로 도와주고 있다.
펠트 그레이스 (Feldt Grace) 성우 - 타카가키 아야히 / 샨탈 스트랜드
연령:14세. 신장:155cm. 체중:42kg. 혈액형:B. 생년월일:서기 2293년 12월 28일.
프톨레마이오스 전황 오퍼레이터. 크루 중에서는 최연소지만 풍부한 메카 지식을 가지고 있다. CB의 2세대 건담 마이스터였던 부모님의 유지를 이어받아 태어날때부터 CB의 일원 이었다. 다른 사람과의 커뮤니케이션이 서투른 편이며 평상시에 별로 감정을 드러내지 않았다.
리히텐달 츠에리 (Lichtendahl Tsery) 성우 - 아즈마 마사타카 / 데이비드 A. 케이
연령:21세. 신장:179cm. 체중:74kg. 혈액형:O. 생년월일:서기 2286년 6월 12일.
프톨레마이오스의 조타수. 미형에 밝은 성격으로 이야기하기를 좋아한다. 종종 크리스티나 시에라에게 작전중에 잡담이 많다고 주의받기도 한다. 모종의 사건으로 인해 전쟁을 증오하게 되어 CB에 참가 했다. 크리스티나 시에라를 좋아하지만, 그녀의 쌀살맞은 태도에 주눅드는일이 많다.
이름보다는 “리히티”라는 애칭으로 불린다.
랏세 아이온 (Lasse Aeon) 성우 - 토치 히로키 / 앤드루 프랜시스
연령:25세. 신장:183cm. 체중:78kg. 혈액형:A. 생년월일:서기 2282년 10월 16일.
프톨레마이오스의 포격수. 튼튼한 체격으로 시니컬한 성격. GN아머의 파일럿인 동시에 예비 건담 마이스터이기도 하다. 그러나 사실상 건담 4기만이 실전으로 쓰이다 보니 사실상 할일이 적은 편. 전투가 없는 여가시간엔 체력단련에 매진하는 것으로 보인다.
이안 버스티 (Ian Vashti) 성우 - 우메즈 히데유키 / 피터 뉴
연령:52세. 혈액형:A. 생년월일:서기 2255년 1월 21일.
프톨레마이오스의 메카닉 총책임자. CB에서 건담의 정비 및 신무기 개발 등을 담당한다. 메카닉 부분을 보조해줄 사람이 부족하여 꽤나 고생을 하는듯. AEU에서 유명한 MS 수리자여서 그실력을 인정받아 CB에 들어오게 되었다.
조이스 몰레노 (Joyce Moreno) 성우 - 시노미야 고 / 브라이언 드러먼드
프톨레마이오스의 의사. 건담 마이스터들의 부상을 치료하고 체크하는 일을 맡고 있다. 메카닉 담당인 이안과는 꽤나 친한 사이였던 것으로 보인다.
하로 (Haro) 성우 - 오가사와라 아리사 / [↔
역대 건담 시리즈의 상징적인 구(球)형의 AI 마스코트 로봇. 본작에서는 록온의 파트너로서 듀나메스에 탑승, 기체 제어를 대행하거나 정보 단말기 또는 대화 상대가 되기도 한다. 록온의 하로는 오렌지 옐로 색. 네나 트리니티의 하로는 짙은 보라색. 사이즈는 우주 세기계의 작품에 등장하는 하로와 거의 같다.
왕 류밍 (Wang Liu-Mei ; 王留美) 성우 - 신도 케이 / 머레이커 헨드릭스
연령:17세. 신장:152cm. 체중:39kg. 혈액형:A. 생년월일:서기 2290년 7월 9일.
세상의 사교계에서 이름을 날리는 미소녀 유명인. 그 정체는 전 세계에 활동하는 CB의 비밀 에이전트의 한 사람으로 첩보활동이나 각계의 인맥을 통해 건담 마이스터들의 활동을 비밀리에 서포트한다. 이름을 원래 중국 발음으로 읽으면 왕 류메이이지만, 작품 내에서는 왕 류민으로 읽는다.
훙룽 (Hong Long ; 紅龍) 성우 - 타카하시 켄지 / 새뮤얼 빈센트
연령:불명. 신장:185cm. 체중:81kg. 혈액형:O. 생년월일:서기 228?년 12월 26일.
류민의 집사 겸 보디가드이며 류민과 같은 비밀 에이전트. 왕 류밍의 오빠 되시는 분이다.
이오리아 슈헨베르크 (Aeolia Schenberg) 성우 - 오오츠카 치카오 / 마이클 콥사
연령:불명. 신장:불명. 체중:불명. 혈액형:불명. 생년월일:불명.
2100년 경에 CB를 창설한 천재적인 과학자. 일찍이 태양 에너지 발전 시스템의 기초이론을 제시한 천재 과학자와 동일인물이다. 인류가 모든 분쟁과 불신을 제거한 이후에 태양계 외부로 나가 외계종족과 만나기를 원했던 이오리아는 이 신념을 실행하기 위하여 CB를 만들과 오리지널 태양로를 목성에서 만들었다. 200년후 셀레스티얼 빙이 무력개입을 시작하자 200년 전 자신이 직접 녹화한 영상으로 CB의 존재를 세상에 알렸다.
알레한드로 코너 (Alejandro Corner) 성우 - 마츠모토 야스노리 / 앤드루 카바다스
연령:36세. 신장:188cm. 체중:84kg. 혈액형:A. 생년월일:서기 2271년 5월 11일.
CB의 감시자 중 하나이자 국제 연합(UN)의 대사. 자손 대대가 감시자인 집안. 그리고 마지막에 자신의 야심을 보이지만 세츠나 F. 세이에이에게 칼빵을 맞고 빈사상태로 들어간다. 극장판에서는 극중극 영화에서 어로우즈의 편으로 등장한다.
리본즈 알마크 (Reborns Armark) 성우 - 후루야 토오루 / 마이클 애덤스웨이트
연령:불명. 신장:175cm. 체중:49kg. 혈액형:불명. 생년월일:불명.
알레한드로 코너를 따르고 있는 미스테리한 인물. 코너가 그를 매우 신뢰한다. 마지막 2기 25화에 리본즈 건담을 이끌고 나와 세츠나와 팽팽한 접전을 벌이고 O건담으로 엑시아 R2와 전투 하지만 사망하고 만다. 극장판에서 잠깐 나오지만 원래 만들어진 이노베이터 단말중 같은걸로 인식되고 금속물체 ELS에 침식된것으로 추정됨.
라그나 하베 (Laguna Harvey) 성우 - 후쿠마츠 신야
트리니티 남매의 서포트 및 여러 가지를 담당하고 있는 궤도 엘리베이터의 지배인이자, 지구권에서 유명한 대기업의 총수. 알리 알 서셰스에게 총을 맞고 죽는다.

#### - 유니온 (Union)
미합중국을 중심으로 결성된 연합이며, 정식 명칭은 '태양광 에너지와 자유 국가 연합(Union of Solar Energy and Free Nations)'이다.
최초로 궤도 엘리베이터의 가동에 성공했기 때문에 3개의 초강대국군 중 가장 뛰어난 기술력을 지니고 있으며 이를 바탕으로 세계 최강의 군사력이 구축되어 있다.
각 부대의 최정예로 이루어진 오버 플래그(Over Flags) 부대를 조직하여 건담에 대항하려 한다. 오버 플래그스는 구(舊) 대 건담 조사대(anti-Gundam investigative taskforce)이다.
그라함 에이커 (Graham Aker) 성우 - 나카무라 유이치 / 폴 돕슨
연령:27세. 신장:180cm. 체중:76kg. 혈액형:A. 생년월일:서기 2280년 9월 10일.
유니온군 MS부대 MSWAD(Mobile Suit Warehouse and Development ; 엠스와드)에 소속된 젊은 에이스 파일럿. 탑승기는 커스텀 사양의 유니온 플래그. AEU의 신형기 피로회장에 출석했을 때 갑자기 상공에서 나타난 엑시아가 패트릭의 이넥트를 파괴하는 것을 목격하여 오버 플래그에 전속되었다.
계급은 오버 플래그 전속과 함께 중위에서 상급대위로 승진하였다.
CB의 주장을 모순으로 생각하면서도 건담의 존재에는 강한 흥미를 가지고 있다.
빌리 카타기리 (Billy Katagiri) 성우 - 우에다 유지 / 커비 모로
연령:31세. 신장:189cm. 체중:84kg. 혈액형:AB. 생년월일:서기 2276년 4월 24일.
MSWAD의 기술고문. 플래그의 개발에도 종사했다. 그라함과는 공/사적으로 오랜 친구사이다. 그라함과 함께 AEU의 신형기 피로회장에 출석해 엑시아의 성능을 눈앞에서 확인한다. 그라함과 함께 오버 플래그에 전속되었다.
레이프 에이프먼 (Ralph Eifman) 성우 - 하시 타카야 / 론 할더
연령:73세. 신장:168cm. 체중:불명. 혈액형:B. 생년월일:서기 2234년 6월 29일.
과거 빌리 카타기리와 리사 쿠죠(스메라기)의 대학 교수였다. 유니온의 오버 플래그스의 기술주임을 맡고 있으며 오버 플래그스의 모든 플래그를 커스텀화하였다. 기술주임을 맡은 이후로는 주로 건담의 연구와 기술개발에 매진한다.
하워드 메이슨 (Howard Mason) 성우 - 타카하시 켄지 / 트레버 듀발
연령:27세. 신장:176cm. 체중:70kg. 혈액형:B. 생년월일:서기 2280년 3월 27일.
그라함 에이커의 요청으로 대 건담 조사대(오버 플래그스)에 착임. 다릴과 함께 그라함의 매우 충성스런 부하로 그의 건담 수색을 돕는다. 계급은 준위.
대릴 도지 (Daryl Dodge) 성우 - 니시 린타로 / 스콧 맥닐
연령:26세. 신장:192cm. 체중:87kg. 혈액형:O. 생년월일:서기 2281년 11월 2일.
그라함 에이커의 요청으로 대 건담 조사대(오버 플래그스)에 착임. 하워드와 함께 그라함의 매우 충성스런 부하로 그의 건담 수색을 돕는다. 계급은 중사.
조슈아 에드워드 (Joshua edward)
연령:불명. 신장:불명. 체중:불명. 혈액형:불명. 생년월일:서기 22??년 ?월 ?일.
유니온의 엘리트 파일럿. 오버 플래그스의 대장인 그라함에 대해 라이벌 의식이 있으며 자존심이 강하다.

#### - AEU (Advanced European Union)
세계를 분단하는 3개의 초강대국군 중 하나로, 'AEU(Advanced European Union)'라는 이름에서 알 수 있듯이 유럽 국가들을 중심으로 결성된 신 유럽 공동체이다.
궤도 엘리베이터가 아직 미완성 상태이기 때문에 다른 두 세력에 비해 국력이 서서히 뒤처지고 있으며, 이 때문에 상당수의 기술자를 궤도 엘리베이터 완성에 전념하고 있다.
떨어지는 위상을 회복하기 위해 인혁연의 10주년 기념식에 신형 이넥트의 발표로 맞서다 CB의 무력 개입으로 궤도 엘리베이터에 조약 이상의 전력을 배치시킨 것이 들통나 버렸다.
패트릭 콜라사워 (Patrick Colasour) 성우 - 하마다 켄지 / 트레버 듀발
연령:28세. 신장:176cm. 체중:71kg. 혈액형:O. 생년월일:서기 2279년 1월 1일.
AEU의 에이스 파일럿이지만 성격에 다소 문제가 있는 인물. 과도한 자신감과 급한 성격으로 그의 상관들도 애를 먹고 있다. 실력은 확실하여 모의전 2000회에 전승한 실적에 최신예 MS 이넥트의 테스트 파일럿으로 발탁되었다. 하지만 신형 기체의 공개 연습 무대에서 갑자기 난입해 온 엑시아에게 참패해버려 건담에게 당한 최초의 파일럿이 되어 자존심이 무참히 박살난다.
이후의 MS전투에선 변변한 활약을 못하지만, 어떻게든 살아남아 귀환하는 바람에 《불사신》이란 별명을 얻기도 한다.
카티 마네킨 (Kathy Mannequin) 성우 - 타카야마 미나미 / 캐시 웨슬럭
연령:32세. 신장:168cm. 체중:47kg. 혈액형:A. 생년월일:서기 2275년 6월 11일.
AEU의 전술 예측가로 작전 지휘관이다. 대학생 시절부터 전술 예측의 천재로 불리며 자신의 예측으로 7곳의 분쟁에서 승리한 공적을 인정받아 AEU에 사관 대우로 스카웃되었다.

#### - 인류혁신연맹 (人類革新連盟)
중국, 러시아, 인도를 중심으로 결성된 연합군, 통칭 '인혁련'.
약 10년 전, 유니온에 이어 두 번째로 궤도 엘리베이터의 실용화에 성공했다.
세르게이 스미르노프 (Sergei Smirnov) 성우 - 이시즈카 운쇼
나이 43세. 키 174cm. 인혁련군 MS부대의 지휘관 겸 파일럿. 얼굴에 큰 상처를 가진 역전의 군인. 계급은 중령.
소마 피리스 (Soma Peries) 성우 - 오가사와라 아리사
나이 18세. 인혁련의 초병기관에서 나온 군인. 계급은 소위. 매우 냉정하며 티에렌의 개량형인 티에렌 타오쯔(Tieren Taozi)에 탑승한다.

#### - 경제특구 일본 도쿄 (経済特区 日本 東京)
유니온에 소속된 경제특구.
사지 크로스로드 (Saji Crossroad) 성우 - 이리노 미유
나이 17세. 키 177cm. 일본의 경제 특구에 거주한다. 고교생. 우주 공학 전공. 트리니티 팀의 무단적인 활동으로 건담을 증오하게 된다.
루이스 할레비 (Louise Halevy) 성우 - 사이토 치와
나이 17세. 키 159cm. 스페인에서 온 해외 유학생이며 사지의 여자친구. 전공도 같은 우주 공학. 꽤 멋대로인 성격으로 종종 사지를 휘두르고 있다.
키누에 크로스로드 (Kinue Crossroad) 성우 - 엔도 아야
나이 22세. 키 172cm. 사지의 누나. CB를 추적하는 JNN방송국의 저널리스트. CB와 세계 3대 세력의 비밀을 파고들고 있다.

#### - 아자디스탄 왕국 (Kingdom of Azadistan)
국명인 '아자디스탄'은 '자유의 땅'이라는 의미를 지닌 페르시아어로부터 유래했으며 태양광 발전 시스템의 발명으로 인한 석유 규제의 시행으로 국정이 기울어진 중동국가이다.
개혁파는 이를 타개하기 위해 궤도 엘리베이터로부터의 태양광 에너지 수신 안테나를 국내에 건설하려 하나 보수파의 거센 반발로 지지부진한 상태이며, 이미 양측의 대립은 일촉즉발의 긴장상태에 있다.
마리나 이스마일 (Marina Ismail) 성우 - 츠네마츠 아유미 / 폴라 린드버그
나이 24(일부 잡지에서는 19세라고 소개되고 있다). 키 167cm. 중동의 신흥국 아자디스탄 왕국의 제일 왕녀. 세계 석유 수출 규제 정책으로 인해 곤궁한 조국을 일으켜 세우기 위해 세계 각국에 원조 요구를 목적으로 외교전을 펼치는 여성. 유럽쪽에서 외교활동을 하던 중, 경찰의 검문에 걸린 세츠나를 구해준것을 계기로 그와 인연을 맺게 된다.
시린 박티야르 (Shirin Bakhtiar) 성우 - 네야 미치코 / 엘런 케네디
마리나를 수행하는 시녀 역할을 맡은 여성. 미숙환 외교 실력으로 세계를 떠도는 마리나에게 세상이 만만하지 않다는 것을 일깨워주기 위하여 독설을 서슴지 않는다.
마수드 라흐마디 (Massoud Rachmadi) 성우 - 후쿠마츠 신야
아자디스탄 왕국의 종교적 지도자. 마리나 이스마일이 개혁파를 대표한다면 마수드는 보수파를 대변한다.

#### - 기타 (Others)
알리 알 사셰스 (Ali Al-Saachez) 성우 - 후지와라 케이지
연령:35세. 신장:190cm. 체중:81kg. 혈액형:O. 생년월일:서기 2272년 7월 11일.
PMC에 소속된 용병으로 과거 크루지스 공화국의 분쟁에도 관여한 적이 있다. CB의 세츠나와는 안면이 있는 사이이며, 프랑스 외인부대의 게리 비아지(Gary Biaggi) 소위로 위장하는 경우도 있다. 돈을 위해서라면 어떠한 일도 마다하지 않는 전쟁광적인 인물이며, 뛰어난 전투감각과 실력 & MS 조종술을 지녔다. 출력이 비약적으로 개량된 이낵트를 타고 다닌다.

### 제 2시즌 (A.D. 2312)

#### - 셀레스티얼 빙 (Celestial Being)
4년 전, 국제연합군과의 전투에서 패퇴한 '셀레스티얼 빙'을 다시 구성하여 결성된 신생 셀레스티얼 빙.
세츠나 F. 세이에이 (Setsuna F. Seiei) 성우-미야노 마모루
21세. 4년 전, 국제연합군과의 대전투에서 건담 엑시아와 행방불명이 된 이후 일절 모습을 나타내지 않은채 은둔하고 있었다. 그러나, 통일이란 이름 아래 무력을 행사하는 어로우즈를 막기 위하여 4년 전 전투에서 반파된 엑시아를 수리한 《건담 엑시아 리페어》를 타고 다시 모습을 드러낸다. 이후 새롭게 태어난 CB의 건담 마이스터로 다시 참여 - 이오리아 슈헨베르그의 유산인 《트윈 드라이브 시스템》을 적용한 자신의 새로운 건담 - 《더블오 건담》을 타고 어로우즈 타도를 목표로 싸워 나간다. 미션 수행시 리더를 맡고 있다.
록온 스트라토스 (Lockon Stratos) 성우-미키 신이치로
29세. 4년 전 연합군과의 전투에서 사셰스에 사망한 '록온 스트라토스(닐 디란디)'의 친동생. 본명은 라일 디란디. CB와는 아무런 관계가 없었지만 그를 섭외하기 위하여 찾아온 세츠나에 의하여 형의 뒤를 이어 CB에 참여하게 되었다. CB에서 활동하는 것과는 별도로 어로우즈에 대항하여 싸우는 레지스탕스인 《카탈론》 일원으로서의 임무도 수행하고 있다. 형인 닐에 비하여 사격 솜씨는 떨어지는 모습이 보이지만, 새로운 건담 마이스터답게 뛰어난 저격수이다.
알렐루야 합티즘 (Allelujah Haptism) 성우-요시노 히로유키
24세. 4년 전의 혈전에서 국제 연합군에게 생포되었다. 이후 감금생활을 당하며 소재파악이 안되었지만, 어로우즈의 압제에 대항하기 위하여 CB의 활동이 시작된 이후 그의 구출 작전이 진행 - 구출되어 다시 한번 CB에서 참여하게 된다. 4년 전의 혈전에서 자취를 감춘 자신의 다른 인격인 할렐루야가 없어 혼란스러워 하지만, 같은 초병 출신인 '소마 피리스'와 운명적인 재회 이후 많은 변화를 겪게 된다. GN 입자로 인해 자신의 다른 인격인 할렐루야가 잠시 나오다가 2기 후반부에 할렐루야가 부활하게 된다.
티에리아 아데 (Tieria Erde) 성우-카미야 히로시
연령불명. CB가 국제 연합군에게 크게 패한 뒤 자취를 감추었으나, 2기에서 다시 등장한다. 2기에선 주로 자신과 같은 부류인 리본즈 알마크가 이끄는 이노베이터 무리에 의하여 크게 고뇌하게 된다.
스메라기 리 노리에가 (Sumeragi Lee Noriega) 성우 - 혼나 요코
31세. 본명은 리사 쿠죠. 4년 전 CB의 대패이후 대학 동기인 빌리와 함께 동거하는 모습으로 재등장하게 된다. 거의 폐인처럼 살아가는 모습으로 나오며 무기력하게 보였으나 세츠나에 의하여 CB에 합류 다시 한번 유능한 전술 예보사로서의 능력을 드러낸다. 1기에서는 드러나지 않았던 과거의 경력이 모두 드러나며, 커티 마네킨과 빌리와의 관계가 미묘하게 변하게 된다.
펠트 그레이스 (Feldt Grace) 성우 - 타카가키 아야히
19세. CB의 새로운 모함인 프톨레마이오스 ll의 전술 오퍼레이터를 맡고 있다. '록온 스트라토스(닐 디란디)'를 그리워하며 마음 고생을 하는 모습이 보이며, 새롭게 록은 스트라토스의 이름을 물려받은 '라일 디란디'에게서 '닐 디란디'의 모습을 어렴풋하게 느끼고 있는듯 하다.
밀레이나 바스티 (Mileina vashti) 성우 - 토마츠 하루카
14세. 새롭게 CB에 참여하게 된 소녀. CB의 메카닉 기술자인 이안과 린다의 외동딸이기도 하다. 펠트와 짝을 이루어 전술 오퍼레이터로서 활약. 꽤나 명랑한 성격과 헤어 스타일(꽈베기 모양의 트윈테일) & 말 끝마다 《~です》를 붙이는 특이한 말투가 특징이다.
이안 바스티 (Ian Vashti) 성우 - 우메즈 히데유키
57세. CB의 메카닉 담당 기술자. 어로우즈에 대항하기 위하여 건담 마이스터들에게 새로운 건담을 선사한다.
린다 바스티 (Linda Vashti) 성우 - 하야미즈 리사
32세. CB의 메카닉 담당 기술자인 이안 바스티의 아내. 그녀 또한 CB에 몸담고 있으며, 이안을 도와 CB의 메카릭 개량에 힘을 보태고 있다.
랏세 아이온 (Lasse Aion) 성우 - 토치 히로키
30세. 1기와 마찬가지로 프톨레마이오스의 포격을 담당하고 있다. 건장하고 튼튼한 체격에 시니컬한 성격을 지녔다.
어뉴 리터너 (Anew Returner) 성우 - 시라이시 료코
연령불명. 셀레스티얼 빙의 신임 조타수. 다재다능하고 미인인 재원으로 이안 버스티가 프톨레마이오스에 소개하였다. 과거가 불분명한 여성으로 셀레스티얼 빙이 들어오기 이전에 무엇을 했는지는 알려지지 않았다. 이후 록온 스트라토스와 서로 호감을 가지게된다.
하로 (Haro) 성우 - 오가사와라 아리사
건담 시리즈에 감초처럼 등장하는 공 모양의 로봇. '록온 스트라토스'와 짝을 이루어 행동하며, 록온이 저격모드로 들어가 방어에 취약해질땐 켈딤 건담의 방어행동등을 보조해준다. 애완 로봇을 뛰어넘어 케우딤 건담에겐 없어서는 안될 중요한 파트너이자 일부분. '사지 크로스로드'와 짝을 이루어 행동하는 하로도 있다. 록온의 하로는 오렌지색에 가까운 주황색이며, 사지의 하로는 붉은색에 가까운 분홍색이다.
왕 류민 (Wang Liu-Mei ; 王留美) 성우 - 신도 케이
22세. 1기와 비슷하게 세츠나 일행에게 여러 가지 정보를 알려주는 특수 에이전트로서의 일한다. 이와는 별도로 리본즈와도 접촉하며 세계의 변혁을 간절하게 바라는 모습을 보이며 홍 롱에게 불만을 표시하기도 한다.
홍 롱 (Hong Long ; 紅龍) 성우 - 타카하시 켄지
연령불명. 왕 류민의 수행원, 2기에선 그가 왕 류민의 친 오빠임이 밝혀지며 그가 동생을 극진하게 모시는 이유는 무능한 자신을 대신하여 가문의 당주가 된 왕 류민 때문인 것으로 보인다.
네나 트리니티 (Nena Trinity) 성우-쿠기미야 리에
연령불명. 1기에서 사망한 두 오빠에 대한 원한을 마음깊이 품은 채 왕 류민의 수행원으로서 살아가고 있다. 아리 알 서셰스와 왕 류민을 증오하며, 그녀가 확보한 기밀 자료를 세츠나 일행에게 몰래 흘리기도 한다.
마리 파퍼티 또는 소마 피리스 (Mary Phabaty or Soma Phelis)
원래는 어로우즈 소속 초인병이었으나 알렐루야 합티즘과의 과거 사실을 알고 난 뒤에는 셀레스티얼 빙에 가담, GN 아쳐의 파일럿이 된다. 한동안은 마리의 인격이 깨어나지만, 세르게이 스필노프의 죽음을 목격한 이후로는 소마의 인격이 깨어난다.

#### - 이노베이터[이노베이더] (Innovator[innovader])
이노베이터[이노베이더]들은 모두 연령불명이다.
리본즈 알마크 (Ribbons Almark) 성우 - 후루야 토오루
1기에서 알레한드로 코너의 사망 이후 베다를 장악한 이노베이터의 우두머리. 실질적으로 어로우즈를 뒤에서 조종하는 것도 모두 리본즈이며, 건담 더블오 세계관에서 최종보스 그 자체이다. CB의 메인 컴퓨터인 베다를 장악한 그는 막대한 정보량과 기술력을 총동원 - 어로우즈의 군사력을 비약적으로 증가시켜주고 있다. 본래 이오리아 슈헨베르그가 다른 이노베이터들과 함께 '인류의 변혁을 위해 희생되어야 할 존재' 로 만들었지만 거기에 반발하여 이오리아의 계획을 왜곡하여 '이노베이터가 아닌 인간으로 구성된 셀레스티얼 빙의 희생으로 인류가 변혁하고, 이노베이터는 그 꼭대기에 선다'라는 자신의 계획을 진행시킨다. 참고로 세츠나가 소년병 시절 목격한 《O건담》을 조종하던 인물이 바로 리본즈임이 밝혀진다.
힐링 케어 (Hiling Care) 성우 - 카와쇼 미유키
이노베이터(이노베이더)의 우두머리 리본즈의 부하. 리본즈의 명으로 어로우즈에 들어가 활동한다. 리본즈와 비슷한 모습을 하고 있으며 성격이 몹시 호전적이다.
리제네 레젯타 (Regene Regetta) 성우 - 박로미
CB의 티에리아 아데와 똑같은 모습을 하고 있는 리본즈의 부하로, 심지어 티에리아와 같은 안경을 끼고 있다. 이노베이터 중에서 리본즈 다음으로 출연한 자다. 겉으로는 그의 명령을 따르고 있으나 실은 은연중에 서로 갈등하면서 리본즈와 라이벌 관계를 형성하고 있으며, 그에 계획에 반하여 뒷 공작을 펼치고 있다.
리바이브 리바이벌 (Revive Revival) 성우 - 사이가 미츠키
이노베이터(이노베이더)의 파일럿 중 한명이며, 힐링과 함께 짝을 맞추어 어로우즈에서 활동한다. 이노베이터의 파일럿 중에서는 처음으로 출연한 자다. 리본즈의 명령을 따르고 있으며 자신의 변혁을 소망하는듯하다.
브링 스태비티 (Bring Stabity) 성우 - 오키아유 료타로
이노베이터의 모빌슈츠 가랏조의 파일럿. 역시 어로우즈 소속이다. 더블오 건담 및 세라비 건담과 격전을 벌였다.
디바인 노바 (Divine Nova) 성우 - 오키아유 료타로
레그넌트의 프로토타입 엠프러스의 파일럿. 2기 중반부에 메멘토 모리 2호기를 지키기 위해 더블오 라이저와 격전을 벌인다.

#### - 지구 연방 평화 유지군 (地球連放平和維持軍)
세르게이 스미르노프 (Sergei Smirnov) 성우 - 이시즈카 운소
48세. 2기 초반부에선 소마 필리스를 자신의 집에 데려와 함께 생활하는 모습으로 등장한다. 소마 필리스를 자신의 양녀로 입양하려 할 정도로 생각하고 아끼는 모습을 보면, 부성애가 넘치는 아버지 같은 모습이 2기에서의 세르게이 스밀노프의 전부라해도 과언이 아니다. 그는 '민중을 위한 군인'이란 신념아래 어로우즈의 압제에 당하는 사람들의 모습에 괴로워 한다. 한동안 군대에 손을 놓고 있었지만, 김 사령관의 명령으로 반 허큐리의 쿠테타에 답을 전하러 티에렌 타오츠를 타고 올라가지만, 나중에 붕괴될 때 자신의 아들, 안드레이 스밀노프에게 죽고 만다. 아들은 세르게이의 뜻을 알지 못하고 아버지를 죽인 셈.
반 허큐리 성우 - 야라 유우사쿠
세르게이 스미르노프의 친구로, 세르게이의 요구를 거절하고 자신의 의지만으로 연방을 위해 궤도 엘리베이터에서 쿠데타를 일으키지만 세르게이가 막아선다.

#### - 어로우즈 (A-Laws)
지구 연방 평화 유지군의 독립 특수부대. 통일의 이름 아래, 반동분자에 대한 강제 탄압이나 숙청을 주된 임무로 맡고 있어 두려움의 대상이 되고 있다.
대인병기인 오토마톤을 이용한 학살도 실시하고 있어 초법적 기관으로 성장한 지 오래다. GN-X시리즈를 주력 양산기로 사용하며 대장기 그리고 차세대 기체로 어해드를 보유하고 있다, 그 밖에 시험용 MA도 보유하고있다.
패트릭 콜라사워 (Patrick Colasour) 성우 - 하마다 켄지
33세. 이전 AEU의 에이스 파일럿. 4년 전 전투의 공적을 인정받아 2기에서는 어로우즈의 에이스 파일럿으로 취급되어 활약한다. 자신의 상관인 커티 마네킨을 사모하고 있으며, 작중에선 코믹하게 그려지지만 에이스로서의 면모도 보인다.
소마 피리스 (Soma Peries) 성우 - 오가사와라 아리사
본명은 마리 파파시. 23세. 인혁련 초인병 1호로 만들어진 디자인 베이비. 2기 초장에선 세르게이와 함께 생활하며 인간적인 면도 늘었으며 한층 여성스러워 졌다. 그를 아버지처럼 생각하고 있으며, 누구보다도 그를 믿고 있다. 4년 전의 전투공적이 높이 평가되어 어로우즈에 들어가게 되었으며, 그 과정에서 자신과 같은 초인병 출신인 알렐루야와 운명적인 재회를 맞이한다.
카티 마네킨 (Kathy Mannequin) 성우 - 타카야마 미나미
37세. 이전 AEU 지휘관. 뛰어난 전술예보사로서의 능력이 인정되어 어로우즈에 배속된다. 냉철한 판단력과 카리스마를 가진 몇안되는 유능한 여성 지휘곤으로서의 면모를 유감없이 드러낸다. 2기에선 스메라기 리 노리에가와의 과거가 드러나게 된다.
루이스 할레비 (Louise Halevy) 성우 - 사이토 치와
22세. 시즌1에서 트리니티 3남매의 무차별적인 테러에 의하여 한쪽 팔과 가족들을 잃은뒤, 전 재산을 어로우즈에 기부하고 어로우즈에 입대하였다. 리본즈 알마크의 후원을 받고 있으며. 그녀가 기부한 재산은 신형기인 어헤드의 개발에 쓰였다. 1기에서 건담 쓰로네의 병기에 함유된 세포장애를 유발하는 성분에 당하고 육체강화를 받은 탓에 많이 괴로워하며, 특수한 약을 복용 중이다.
안드레이 스미르노프 (Andrei Smirnov) 성우 - 시라토리 테츠
세르게이 스미르노프의 친아들. 어머니를 죽게 만든 아버지를 원망하고 있다. 어로우즈의 주력 MS인 어헤드 부대의 중견급 지휘관으로 등장하며, 자신의 부하인 루이스에게 마음이 있는듯 하다.
버락 지닌 (Barack Zinin) 성우 - 이나다 테츠
루이스와 안드레이가 소속된 소대의 대장. 가족들을 반 지구연방세력에 의해 잃었으며, 반정부세력에 대해 강한 증오심이 있다.
때문에 연방군에서 대인병기를 사용하는 것에도 주저하지 않으며, 누구보다도 통일된 세계를 바라는 인물이다.
아서 굿맨 (Arthur Goodman) 성우 - 에가와 히사오
어로우즈의 전선지휘관, 어로우즈의 악행에 많은 부분 관여하고 있으며 잔혹한 성격이다.
호머 카타기리 (Homer Katagiri) 성우 - 오토모 류자부로
어로우즈의 총사령관. 빌리 카타기리의 삼촌뻘되는 인물로, 지휘관으로서 꽤나 유능한 것으로 보인다. 어로우즈를 지휘하는 군부의 강경파로 이로 인해 많은 피를 흘리게 만든다.
빌리 카타기리 (Billy Katagiri) 성우 - 우에다 유지
36세. 시즌1에서 CB의 대패 뒤 스메라기 리 노리에가와 같이 동거중. 세츠나의 무단침입으로 스메라기 리 노리에가가 CB의 소속했었다는 사실을 알고 굉장한 실망감을 맛보았다. 결국 그녀를 잊고 CB를 분쇄시키기 위하여 어로우즈의 총사령관이자 삼촌인 호머의 힘을 빌어 어로우즈의 기술주임으로 들어온다. 미스터 부시도와는 1기와 마찬가지로 협력하고 있다.
아바 린트 (Arba Lindt) 성우 - 야오 카즈키
소탕작전의 대가. 커티를 도발하거나 계급상으로 자신보다 위인 세르게이 스밀노프의 뺨을 후려치는등 오만한 성격을 가졌다.
리 졔쟝 (Lee Zhejiang) 성우 - 시노미야 고
미스터 부시도 (Mr. Bushido) 성우 - 나카무라 유이치
32세. 일본 사무라이의 정신을 매우 중요시하며, 건담에 대한 집착이 강한자이다. 그는 '원맨아미'라는 직함을 가져서 어떠한 단독행동이든 묵인 받는다. 어로우즈 지휘관들의 명령조차도 그에겐 통하지 않는다. 사실 그 정체는 1기에서 건담 엑시아에게 부상을 입고 살아남은 그라함 에이커. 그리고 그 후에는 어헤드 근접 전투형과 마스라오(빌리 카타기리에게 부탁해서 만든 신형기체) 그리고 스사노오(마스라오의 업그레이드 버전)에 순차적으로 탑승한다. 이상하게도 세츠나와의 칼전을 바라며 건담을 사모한다는 말을 흘리고다녀, 게이라는 호칭도 얻었다.

#### - 카탈론 (Katharon)
CB와 같은 뜻을 함께하고 있는 반 어로우즈 조직. CB와 협력관계이며, CB의 지원군으로도 활약하고 있다.
기체는 4년 전 AEU, 인혁련, 유니온의 기체를 파란색으로 도장만 한채로 그대로 사용하고 있다.
클라우스 그라드(Klaus Grad) 성우 - 카와시마 토쿠요시
29세. 카탈론의 실질적인 리더격 인물. 뛰어난 판단력과 리더쉽을 지녔다.
시린 박티야르 (Shirin Bakhtiar) 성우 - 네야 미치코
32세. 4년 전 CB가 대패한 이후 아자디스탄 왕국에서 마리나를 모시던 일을 그만두고 세상을 자신만의 방식으로 바꾸겠다는 말만 남긴채 자취를 감추었다. 2기에선 어로우즈에 대항하는 레지스탕스군인 《카탈론》의 간부로서 재등장하며, 우연하게도 마리나와 재회하게 된다.

#### - 아자디스탄 왕국 (Kingdom of Azadistan)
마리나 이스마일 (Marina Ismail) 성우 - 츠네마츠 아유미
29세. 보수파 리더인 라사가 사망한 이후 거의 망해버린 아자디스탄을 재건하기 위해 노력한다. 이과정에서 어로우즈에 의해 감옥에 감금되기도하는 고초를 겪지만, 알렐루야를 구하기 위하여 잠입한 CB에 의하여 구조된다. 이후 반란군 단체인 카탈론의 간부로 일하던 시린과 재회 - 그들과 행동을 함께하게 된다.

#### - 기타 (Others)
사지 크로스로드 (Saji Crossroad) 성우 - 이리노 미유
22세. 2기에서 견습 기술자로서 재등장한다. 어로우즈의 폭정에 무력개입한 CB의 사건에 말려들어 우연히 그들과 같이 행동하게 되며, 1기에서 자신의 옆집에 살던 세츠나가 건담 마이스터란 사실을 알고 크게 충격을 받는다. 처음엔 루이즈를 다치게 만든 원흉이 CB라 생각하여 분노하게 되지만, 점차 진실을 일게 된 이후로 CB와 모든것을 함께하기로 마음먹는과 동시에 어로우즈에 이용당하는 루이스를 구하기 위하여 노력한다.

### 극장판 A wakening of the Trailblazer (A.D. 2314)

#### - 셀레스티얼 빙 (Celestial Being)
2년 전, 또 다시 세계를 하나로 바꾸어 놓은 이오리아 슈헨베르그의 창설 조직. ELS《지구외 변이성 금속체》로부터 지구를 지키기 위해 연방군과 합세하여 ELS와 다시 싸우기 시작한다.
세츠나 F. 세이에이 (Setsuna F. Seiei) 성우 - 미야노 마모루
23세. 이오리아 슈헨베르그의 계획을 최초로 이룬 순수종 이노베이터. CB의 리더이다. 초반부터 자신의 플래그를 타고 모습을 드러내어 마리나를 구조한다. 그러나 목성에서 ELS《지구외 변이성 금속체》가 오고 있다는 것을 느끼게 되고 자신의 더블오 라이저《콘덴서 타입》으로 ELS와 대화를 시도하지만 기체가 침식되고 티에리아의 희생으로 겨우 탈출하지만 뇌세포에 큰 손상을 입어 많은 시간을 톨레미에서 보내게 된다. 그러다 꿈속에서 죽은 동료들(록온[닐],리히티,크리스)의 염원으로 꿈에서 깨어나 자신의 신기체 《더블오 퀀터》에 탑승하여 티에리아와 같이 거대 ELS의 중추로 대화를 하여 ELS도 생존의 길을 찾기 위해 우주를 떠돌아 다니고 있었다는 걸 티에리아와 같이 알게 되어 《더블오 퀀터》만이 쓸 수 있는 텔레포트로 티에리아와 같이 ELS의 모성으로 간다.
50년 후의 엔딩에서 세츠나는 ELS와 동화된 상태로 나온다.
록온 스트라토스 (Lockon Stratos) 성우 - 미키 신이치로
31세. 2년 전 어로우즈가 해체되고 카탈론에서 나와 건담 마이스터로 형을 대신하여 살아가고 있다. 극중 세츠나와 같이 마리나를 구조하기도 하며, 형의 수리된 기체 듀나메스를 타고 ELS로부터 알렐루야와 필리스를 구출하여 톨레미로 데리고 오기도 한다. 세츠나와 같이 ELS의 목적을 알아낼려고 하지만 세츠나의 기체가 침식되자 세츠나의 콕피트를 떼어내어 탈출시킨다. 후반부에는 알렐루야, 필리스와 같이 ELS와 모든 것을 건 승부를 펼쳐고 살아남는다. 이후 행적은 불분명.
알렐루야 합티즘 (Allelujah Haptism) 성우 - 요시노 히로유키
26세. 2기에서의 결전 이후, 필리스와 함께 여행을 떠나 있던 중, 태양광 수신기지의 송전기지에서 차량과 헬기를 침식한 ELS의 습격을 받지만 듀나메스 리페어에 의해 구출, 이후 필리스와 함께 하루트에 타고 싸운다. 하루트가 침식되어 폭파하지만, 필리스와 탈출에 성공한다. 이후 행적은 불분명.
소마 피리스 (Soma Peries) 성우 - 오가사와라 아리사
25세. 알렐루야와의 여행 중 ELS에게 추격당하나, 듀나메스 리페어에 의해 구출, 알렐루야와 함께 하루트에 탄다. 알렐루야의 다른 인격인 할렐루야와의 관계도 완만해 진듯 하다. 이후 행적은 불분명.
티에리아 아데 (Tieria Erde) 성우-카미야 히로시
연령불명. 2기 후반부에 리본즈에 의해 사망한 걸로 보였지만, 살아남은 의식 덕분에 자신의 새로운 육체로 다시 등장하였다. 극중 동료들과 같이 ELS의 목적을 알아내려고 하지만 세츠나의 더블오 라이저가 침식되자 자신의 육체를 희생하여 세츠나를 구한다. 그러나 그의 의식은 베다에 또 다시 있게 되어 CB에게 세츠나의 안부를 알려준다. 극중 후반부에는 세츠나와 같이 거대 ELS의 중추로 이동하여 ELS도 생존의 길을 찾기 위해 우주를 떠돌아 다니고 있었다는 걸 세츠나와 같이 알게 되어 《더블오 쿠안타》의 텔레포트로 세츠나와 같이 ELS의 모성으로 간다.
50년 후 엔딩에서 외우주 탐사선 탑승자로 등장한다.
스메라기 리 노리에가 (Sumeragi Lee Noriega) 성우 - 혼나 요코
33세. 프톨레마이오스 II에 탑승하며 ELS와의 전투를 지휘한다. 이후의 행보는 불명이나 셀레스티얼 빙이 살아남았으므로 계속 무력 개입을 해나갔을 공산이 크다. 극장판 엔딩에선 이후의 자세한 행적은 나오지 않으며 ELS와의 싸움이 끝나고 수십 년 후, 외우주로 나가는 거대 전함에 스메라기라는 이름이 붙은 것으로 그녀의 흔적을 알 수 있을 뿐이다
펠트 그레이스 (Feldt Grace) 성우 - 타카가키 아야히
23세. CB의 전술 오퍼레이터. 세츠나를 좋아하지만 세츠나가 기절한 걸 알고 세츠나가 걱정이 되어 세츠나를 바라보기도 하고, 세츠나의 손을 잡기도 한다. 이후 행적은 불분명.
밀레이나 바스티 (Mileina vashti) 성우 - 토마츠 하루카
16세. CB의 메카닉 기술자인 이안과 린다의 외동딸. 펠트와 짝을 이루어 전술 오퍼레이터로서 활약하는 모습이 꽤 많다. 성격과 말투는 전작과 변함이 없지만 전작과 다르게 성숙한 모습이 눈에 띤다. 전작과 마찬가지로 마이스터인 티에리아를 좋아한다. 이후 행적은 불분명.
이안 바스티 (Ian Vashti) 성우 - 우메즈 히데유키
59세. CB의 메카닉 담당 기술자. 마이스터들에게 새로운 건담을 선사한다. 이후 행적은 불분명.
린다 바스티 (Linda Vashti) 성우 - 하야미즈 리사
34세. CB의 메카닉 담당 기술자인 이안 바스티의 아내. 전작과 마찬가지로 남편인 이안을 도와 메카닉 수리/개량에 힘을 쓰고 있다. 이후 행적은 불분명.
랏세 아이온 (Lasse Aion) 성우 - 토치 히로키
32세. 프톨레마이오스의 포격수 및 조타수. 톨레미의 승무원, 이후 행적은 불분명.
하로 (Haro) 성우 - 오가사와라 아리사

#### - 지구 연방 평화 유지군 (地球連放平和維持軍)
패트릭 콜라사워 (Patrick Colasour) 성우 - 하마다 켄지
35세. 이전 어로우즈의 파일럿에서 2기 후반부에 연방군에 들어온 전 AEU 에이스 파일럿. 자신과 결혼하고 준장으로 승진한 전술 예보가이자 장군인 마네킨을 아직도 대령이라고 부르고 있으며, 극장판까지도 코믹하게 그려지는 캐릭터다. 그러나 자신의 기체가 파괴되고 자신만 살아 돌아오는 것만은 에이스다운 인물이다. 마네킨 준장과 결혼하고, 극중에선 나오지 않지만 성을 마네킨으로 바꾸게 된다.
카티 마네킨 (Kathy Mannequin) 성 - 타카야마 미나미
39세. 지구연방군의 전술 예보가이자 장군. 리사 쿠죠(스메라기)의 친우이며 외우주 항행선 셀레스티얼 빙을 지휘부로 삼아 ELS 전쟁을 지휘한다. 콜라사워와 결혼하지만, 결혼 후에도 그의 성을 쓰지 않고 자신의 성을 쓴다.
안드레이 스미르노프 (Andrei Smirnov) 성우 - 시라토리 테츠
2년 전 아버지를 죽인것을 후회하며 부모님이 바라던 세계를 만들기 위해 연방군에 다시 들어왔다. 아버지와 어머니를 생각하며, 연방군의 군인으로서 활동하고 있다. 극중 초반부에 목성에서 온 탐사선의 파괴작전을 시도하지만, 탐사선의 접근을 막을 수는 없었다. 극중 후반부에 ELS로부터 지구를 수호하기 위해 ELS와 싸우나 전사. ELS에 의해 침식사를 당하기 직전, 아버지와 어머니의 모습을 떠올리며 자폭한다.
빌리 카타기리 (Billy Katagiri) 성우 - 우에다 유지
38세. 지구연방군의 물리학자이자 기술주임자. 동료들과 같이 ELS를 처음으로 발견해낸다.
그라함 에이커 (Graham Aker) 성우 - 나카무라 유이치
34세. 2년 전 세츠나의 살기 위해 싸우라는 말을 듣고 세츠나의 영향을 받아 다시 그라함으로 돌아왔다. 플래그의 발전기 브레이브의 파일럿이며, 솔 브레이브 특공대중 대장을 맡고 있다. 세츠나를 아직도 소년이라고 부르고 있으며, 건담을 뛰어넘어야 한다는 과거를 후회하고 있다. 극중 후반부에 세츠나가 거대 ELS의 중추에 들어갈 수 있도록 마지막 안간힘을 다해 거대 ELS 표면에 ELS에 침식되어 가는 자신의 브레이브를 자폭하여 희생하지만 이후 세츠나의 인도로 살아남아 ELS와 일부 동화하고 건담 마이스터가 된다.
데카르트 샤먼 (Descarte Shaman) 성우 - 카츠지 료
연령불명. 인류 두 번째 이노베이터. 연구진들로부터 여러 연구의 대상이 되고 있었다. 연구를 진행하고 있던 것이 군 연구자들이라 그런지 위에서는 모르는 인권침해와 강압을 당했다. 커티는 연구진들에게 그에 대해 제대로 대위 대우를 해주라고 명령하고, 덕분에 이후에는 생활 여건이 개선된 듯 하다.
이후 연방군 수뇌부는 ELS의 진의를 알아보기 위해 데카르트와 그가 발산하는 강력한 뇌양자파를 미끼로 그들을 끌어들여 조사를 해보려 한다. 결국 ELS들의 뇌양자파의 영향에 흐트러져 헛점을 드러낸 사이 그만 거대 ELS에게 따라잡히고 말았으며, 결국 붙잡혀 침식당한다. 그가 아직 완전히 침식당하지 않았을 때 세츠나 F. 세이에이는 데카르트의 존재를 감지하고 그가 붙잡혀 있는 곳으로 다가가 도망치라고 외치지만, 결국 완전히 침식당했다.
미나 카마인 (Mina Camain) 성우 - 쿠기미야 리에
연령불명. 연방국 우주국의 기술연구소 소속의 우주 물리학자. ELS를 조사중이며, 빌리와 면식이 있다. 네나와 매우 닮았으며 성격도 네나와 비슷하다. 네나의 유전자를 제공했다.
클라우스 그라드(Klaus Grad) 성우 - 카와시마 토쿠요시
31세. 대통령의 대사로써 빌리 카타기리를 방문해, 이노베이터가 될 소양을 지닌 사람들이 ELS의 표적이라는 보고를 받고 대통령에게 그들의 보호를 요청하게 된다. 그 뒤에도 ELS 출현으로 혼란스러운 정부에서 분주하게 움직인다. 50년후 엔딩에서 외우주항행선 스메라기호의 책임자가 된다.

#### - 아자디스탄 왕국 (Kingdom of Azadistan)
마리나 이스마일 (Marina Ismail) 성우 - 츠네마츠 아유미
31세. CB, 지구연방군에 의해 아자디스탄이 재건된 이후 황녀로 살아가며 아자디스탄의 재건과 국민들의 안녕을 위해 각지를 돌아다니며 노력하고 있다.
50년 후의 엔딩에서는 할머니의 모습으로 ELS화된 세츠나와 재회한다.
시린 박티야르 (Shirin Bakhtiar) 성우 - 네야 미치코
마리나와 함께 콜로니 시찰단의 일원으로서 방문하여 이전에 구 정권의 중동주민 콜로니 강제 이주 정책으로 이주된 노동자들에 대한 대우를 개선하거나 그들을 풀어달라는 교섭을 진행하는 중이다. ELS 전쟁 당시엔 시민을 구호하는 역할도 맡았다.

#### - 기타 (Others)
사지 크로스로드 (Saji Crossroad) 성우 - 이리노 미유
24세. 2년 전 이노베이터와의 결전 후,CB에서 나와 루이스와 함께 살고 있다. 1,2기에서의 모습에 비해 많이 성숙해졌고, 루이스를 습격한 ELS에게 의자를 던져 체어샷을 날리는 모습도 보인다. 후반부에는 루이스를 위해 연방군의 기술자로서도 참여한다.
루이스 할레비 (Louise Halevy) 성우 - 사이토 치와
24세 .2년 전 더블오 라이저의 트랜잠 버스트로 인해 진실을 알게 되어 순수 GN 입자로 인해 세포 이상이 완전히 멈춘 이후, 치료를 잘 해내가면서 살아가고 있다. 머리는 1기와 비슷하게 다시 길어졌지만, 극중 ELS가 자신을 노리자 크게 두려워 한다. 또한 세츠나에게 구조를 받기도 하며, 사지와 같이 뇌양자파 차단 시설로 이동한다.
아미아 리 (Amia Lee) 성우 - 니시가키 유카
평범한 여학생으로 어느날 친구와 인사하고 집에 들어가려다가 ELS가 의태한 리본즈 알마크와 같은 0026 타입 이노베이더와 만나 몸의 절반이 침식되었다. 이후 연구소로 옮겨져 치료 겸 연구 대상이 되어 그 자신이 이노베이터가 될 가능성이 있는 존재란 것과 ELS가 노리는 인간이 이노베이터가 될 인자를 지닌 자들이라는 사실에 대한 실마리를 제공하였다. 50년 후 모습으로는 절반은 갈색 머리의 여자로, 절반은 은색 머리카락의 여자로 등장한다. 스메라기호에 탑승, 지휘한다. ELS가 그녀의 몸 절반을 복구해 준 것이다. 50년후 엔딩에선 스메라기호의 함장으로 다시 등장한다.

## 모빌슈트

### 제 1시즌 (A.D. 2307)

#### - 셀레스티얼 빙 (Celestial Being)
GN-000 오 건담 (0 Gundam)
최초로 태양로가 탑재된 기체이자 후에 등장한 모든 건담의 기초가 되는 기체. 1세대 건담 마이스터이자 이노베이드인 리본즈 알마크가 조종했으며,
세츠나가 CB[셀레스티얼 빙]에 들어오게 된 계기를 만들었다. 이때에는 아직 GN입자에 대해 명확하게 밝혀지지 않아 GN이라는 명칭에서 제외되었다.
- 두부고: 18.0m, 본체 중량: 53.4t
- 동력원: GN 드라이브
- 장갑 재질: E-카본
- 무장:
  - 빔 라이플
  - 실드
  - 빔사벨
- 전속 파일럿: 리본즈 알마크 [Riborns Armark]

GN-001 건담 엑시아 (Gundam Exia)
《세븐 소드(Seven Sword)》라는 개발 코드네임에 걸맞게 각부에 장비된 7개의 검과 빠른 순간 스피드로 전장을 누비는 접근전 특화형 기체. 대 건담전을 염두에 둔 이오리안 슈헨베르그의 시나리오에 맞추어 디자인되었다.
- 두부고: 18.3m, 본체 중량: 57.2t
- 컬러링: 트리콜로(Tricolore) 형식을 따른 청, 백, 적색의 3색 배치.
- 동력원: GN 드라이브
- 장갑 재질: E-카본
- 무장:
  - GN 소드

소형 실드와 접이식 GN소드, 소형 빔 라이플으로 구성된 엑시아의 주무장으로 오른팔에 무장하였다.
- <소드 모드>

GN-001 건담 엑시아의 세븐 소드 중에서 가장 장대한 검신을 가진 근접용 무기. 표면에 GN 입자를 정착시킴으로써 경이적인 절단력을 발휘한다.
태양로를 장착한 MS의 방어수단인 《GN 필드》를 유일하게 뚫을 수 있는 무기로서, 건담 엑시아 개발의 핵심이다.
- <빔 라이플 모드>

사격전에서는 GN 소드의 검신을 뒤로 젖힌 뒤 빔 라이플 모드로 변형한다. 엑시아 건담의 유일한 원거리 무기이며, 적에게 견제사격을 할 때 많이 이용한다.
- GN 롱 블레이드 & GN 쇼트[숏] 블레이드

양허리 빗장에 장착되어 있는 한 쌍의 도검이다.
주로 쌍수검[雙手劍]으로서의 사용 빈도가 높으며,
GN 소드의 경우와 같이 검신에 GN 입자를 정착시킴으로써 높은 절단력을 발휘한다.
- - GN 빔 사벨 x2

건담에 공통으로 장비되어 있는 접근전용 빔 병기.
검의 형태로 응집된 GN 입자가 목표물을 절단한다.
실체날검과 비슷한 위력을 지니고 있으나,
대기나 자기장 등의 외부 환경 요인에 의해 입자가 감쇠, 확산하여
본래의 위력을 발휘할 수 없는 경우도 있다.
- - GN 빔 대거 x2

GN 빔 사벨의 단검(Dagger) 형태.
주로 투척용으로 쓰인다.
- - GN 발칸 x2

양 팔뚝에 해당하는 부분에 내장된 소형의 기관총.
기본적으로 위협, 견제 등의 목적을 위해 장비된 것이기에 빔 라이플에 한참 뒤처진 위력을 가지고 있으나 E-카본 장갑이 없는 재래 병기에 있어서는 충분한 위협이 된다.
- - GN 실드

GN-001 건담 엑시아의 실드는 근접전에서의 자유 가동을 상정한 경량 소형 타입으로, 돌출부는 타돌(머리, 손목, 허리) 공격에 이용된다.
- 특수 기능:
  - 트랜스 암 시스템(TRANS-AM System)

이오리아 슈헨베르그가 《트윈 드라이브 시스템》과 함께 오리지널 태양로에 은닉해 둔 비밀 시스템.
일정 시간 동안 고농도의 GN 입자를 최대한으로 방출하여 통상의 3배 출력을 이끌어낸다.
단, 발동이 종료된 후에는 재충전이 완료될 때까지 GN 입자 압축률이 극단적으로 저하되는 리스크가 있다.
2기에서는 이를 개선하여 발동이 종료되어도 기능이 저하되지 않게 되었으며 파일럿의 의지대로 발동을 강제 종료시킬 수 있게 되었다.
- 전속 파일럿: 세츠나 F. 세이에이 [Setsuna F. Seiei]

GNR-001E GN 암즈 타입-E (GN-Arms Type-E)
셀레스티얼 빙이 개발한 건담 전용 서포트 메카닉.
파일럿만 있다면 GN 암즈 단독으로도 임무 수행이 가능하며,
건담과 합체한 형태는 GN 아머라 부른다.
GN-001 건담 엑시아 전용기는 타입-E라 부르며,
엑시아의 특성을 살린 대형 GN 소드가 장비되어 있다.
- 무장:
  - 대형 GN 소드 x2
    - GN 빔 건 x2

  - 대형 GN 캐논 x2
- 전속 파일럿: 랏세 아이온 [Lasse Aion]

GN-002 건담 듀나메스 (Gundam Dynames)
다양한 종류의 화기들을 탑재하여 원거리 사격전에 특화된 기체. 다양한 원거리용 무기를 수납하고 있으며, 파일럿인 록온이 저격모드로 들어가 즉시 조종하거나 방어행동을 취할 수 없을땐 동승하는 《하로》가 자세제어 & 방어를 맡기도 한다. 저격모드시 헤드부분이 변형되어 저격용 광학렌즈인 《건 카메라》가 드러난다.
- 두부고: 18.2m, 본체 중량: 59.1t
- 동력원: GN 드라이브
- 장갑 재질: E-카본
- 무장:
  - GN 스나이퍼 라이플
  - GN 빔 피스톨 x2
  - GN 빔 사벨 x2
  - GN 미사일 x24
  - GN 실드
  - GN 풀 실드
  - 특수 카메라 아이 (스나이퍼 라이플로 저격시 전개)
- 특수 기능:
  - 트랜스 암 시스템(TRANS-AM System)
  - 특수 카메라 아이에 의한 초정밀 사격
- 전속 파일럿: 록온 스트라토스 [Lockon Stratos] (a.k.a 닐 디란디)

GNR-001D GN 암즈 타입-D (GN-Arms Type-D)
셀레스티얼 빙이 개발한 건담 전용 서포트 메카닉.
파일럿만 있다면 GN 암즈 단독으로도 임무 수행이 가능하며,
건담과 합체한 형태는 GN 아머라 부른다.
GN-002 건담 듀나메스 전용기는 타입-D라 부르며,
하로의 서포트에 의해 GN 암즈의 자체 파일럿이 없어도 GN 아머로의 합체, 운용이 가능하다.
(단, 분리 후의 GN 암즈 컨트롤은 불가능하다.)
- 무장:
  - 장거리용 빔 캐논
  - 초대형 GN 미사일 포드
  - 대형 GN 캐논 x2

GN-003 건담 큐리오스 (Gundam Kyrios)
CB의 MS중 유일하게 가변형의 기능이 가미된 기체. MS모드와 MA모드로 변형되며 높은 범용성을 자랑하는 기체이다. 주로 적을 기습하거나 공중전때 진가를 드러낸다.
- 두부고: 18.9m, 본체 중량: 54.8t
- 동력원: GN 드라이브
- 장갑 재질: E-카본
- 무장:
  - GN 빔 서브머신 건
  - GN 실드

클로 모드: 큐리오스의 GN 실드에 숨겨진 모습. 실드가 날카로운 집게모양으로 변하여 적을 붙잡아 파괴한다. 특히 적을 붙잡은 이후 집게 안쪽에 내장된 검으로 일격을 가하는게 특징. 파일럿이 알렐루야일땐 사용하지 않지만, 그의 또다른 파괴적 인격인 '할렐루야'가 조종할 때 숨겨진 모습을 드러낸다. 즉, 알렐루야의 숨겨진 파괴인격의 상징인 무기.
- - GN 빔 사벨 x2
  - GN 발칸 x2
  - 서브머신 건 부속 미사일 x2
  - GN 로켓런쳐 x2
  - 테일 유닛 (대공용 미사일 탑재)
- 특수 기능:
  - 트랜스 암 시스템(TRANS-AM System)
  - 변형

GN-003 건담 큐리오스는 인간형과 전투기형의 2가지 형태로 변형이 가능하며,
현대의 공학으로도 불가능에 가까운 공중에서의 변형 또한 가능하다.
- 전속 파일럿: 알렐루야 합티즘 [Allelujah Haptism]

GN-004 건담 나드레 (Gundam Nadleeh)
GN-005 건담 바체의 외부 장갑을 퍼지한 형태이다. 바체에 비하여 날렵한 외관을 자랑하며, 헤드부분의 수많은 붉은전선이 머리카락을 연상시킨다. 역대 건담 시리즈에 등장한 기체중 가장 특이한 모습중 하나라는 평도 재법 많다. 특수한 시스템을 보유하고 있다. 10화에서 첫 등장했고, 24화에서 버체의 장갑이 거의 파괴되어 나드레의 상태로 출격했다.
- 두부고: 18.1m, 본체 중량: 54.0t
- 동력원: GN 드라이브
- 장갑 재질: E-카본
- 무장:
  - GN 캐논 x2
  - GN 빔 사벨 x2
  - GN 빔 라이플
  - GN 실드
- 특수 기능:
  - 트랜스 암 시스템(TRANS-AM System)
  - 트라이얼 시스템(Trial System)

GN-004 건담 나드레의 파일럿인 이노베이터[후에 이노베이더로 밝혀짐] 티에리아 아데 에게 주어진 특수 능력.
파일럿인 티에리아 아데가 CB의 메인컴퓨터 베다(VEDA)와 접속,
베다와 링크된 모든 MS를 강제적으로 자신의 지배하에 두어 무력화하는 시스템이다. 그러나 이러한 시스템도 베다에 접속을 통해서 이루어지는 것이므로 베다와의 링크 두절시, 사용이 불가능 하다는 약점이있다.
- 전속 파일럿: 티에리아 아데 [Tieria Erde]

GN-005 건담 바체 (Gundam Virtue)
GN 캐논과 GN 바주카를 이용한 막강한 화력이 특징인 기체. CB의 다른 기체에 비하여 중량이 많이나가 기동성이 떨어져 보이지만, GN입자의 경량화 효과에 의하여 의외로 높은 기동성을 자랑하기도 한다. 고농도의 GN입자 압축 기능이 다른 기체와는 다른 점이다. 쉴드를 장비하고 있지 않아서 GN 필드의 전개가 가능하다.
- 두부고: 18.4m, 본체 중량: 66.7t
- 동력원: GN 드라이브
- 장갑 재질: E-카본
- 무장:
  - GN 바주카
  - GN 캐논 x2
  - GN 빔 사벨 x2
- 특수 기능:
  - 트랜스 암 시스템(TRANS-AM System)
- 전속 파일럿: 티에리아 아데 [Tieria Erde]

CBS-70 프톨레마이오스 (Ptolemaios)
사설 무장조직 CB의 모함. 순양함으로써 함내에 GN입자를 저장하고 사용하며, 최소 1기의 건담이 있어야 계속 가동시키는 것이 가능하다. 무장 자체가 없어 적들이 함을 노릴 때에는 위험부담이 크다.
- 크루:
  - 세츠나 F. 세이에이 [Setsuna F. Seiei] - 엑시아의 건담 마이스터
  - 록온 스트라토스 [Lockon Stratos] (a.k.a 닐 디란디) - 듀나메스의 건담 마이스터
  - 알렐루야 합티즘 [Allelujah Haptism] - 큐리오스의 건담 마이스터
  - 티에리아 아데 [Tieria Erde] - 버체(=나드레)의 건담 마이스터
  - 스메라기 리 노리에가 [Sumeragi Lee Noriega] - 전술 예보가겸 실질적 함장
  - 크리스티나 시에라 [Christina Sierra] - 전황 오퍼레이터
  - 펠트 그레이스 [Feldt Grace] - 전황 오퍼레이터
  - 랏세 아이온 [Lasse Aeon] - 포격수
  - 리히텐달 츠에리 [Lichtendahl Tsery] - 조타수
  - 이안 바스티 [Ian Vashti] - 메카닉 담당
  - 죠이스 모레노 [Joyce Moreno] - 선의

GNW-001 건담 스로네 아인 (Gundam Throne Eins)
셀레스티얼 빙의 감시자 알레한드로 코너의 주도하에 제작된 기체.
동일한 3기에 각각의 특성을 부여하여 아인, 츠바이, 드라이로 분화되었다.
종래의 GN 드라이브와는 다른 GN 드라이브 타우(T)를 에너지원으로 사용하며,
다른 건담들과는 달리 붉은 빛의 입자를 방출하는 것이 특징이다.
제 1호기인 스로네 아인은 GN 런처를 이용한 장거리 포격이 장기이며,
이는 GN-002 건담 듀나메스, GN-005 건담 버체의 전투 컨셉에 가깝다.
- 두부고: 18.6m, 본체 중량: 67.1t
- 동력원: GN 드라이브 타우 (T)
- 장갑 재질: E-카본
- 무장:
  - GN 런처
  - GN 빔 라이플
  - GN 실드
  - GN 빔 사벨 x2
- 특수 기능:
  - GN 메가 런처(GN Mega Launcher)

GNW-001 건담 스로네 아인의 GN 런처에 다른 스로네의 드라이브를 유선 접속함으로써
한층 더 강력한 화력을 낼 수 있도록 고안된 특수 기능.
스로네 2기가 연결된 형태는 'GN 메가 런처', 3기가 전부 연결된 형태는 'GN 하이 메가 런처'라고 부른다.
- 전속 파일럿: 요한 트리니티 [Johann Trinity]

GNW-002 건담 스로네 츠바이 (Gundam Throne Zwei)
셀레스티얼 빙의 감시자 알레한드로 코너의 주도하에 제작된 기체.
동일한 3기에 각각의 특성을 부여하여 아인, 츠바이, 드라이로 분화되었다.
종래의 GN 드라이브와는 다른 GN 드라이브 타우(T)를 에너지원으로 사용하며,
다른 건담들과는 달리 붉은 빛의 입자를 방출하는 것이 특징이다.
제 2호기인 스로네 츠바이는 거대한 실검 GN 버스터 소드와
원격 조작이 가능한 특수 병기 GN 팡이 장비되어 있어
중, 근거리 전투에서 높은 전투 능력을 발휘한다.
- 두부고: 18.6m, 본체 중량: 67.1t
- 동력원: GN 드라이브 타우 (T)
- 장갑 재질: E-카본
- 무장:
  - GN 버스터 소드
  - GN 팡 x8
  - GN 핸드건
  - GN 빔 사벨 x2
- 전속 파일럿: 미하엘 트리니티 [Michael Trinity](작중 아리알 사셰스에게 탈취된다.)

GNW-003 건담 스로네 드라이 (Gundam Throne Drei)
셀레스티얼 빙의 감시자 알레한드로 코너의 주도하에 제작된 기체.
동일한 3기에 각각의 특성을 부여하여 아인, 츠바이, 드라이로 분화되었다.
종래의 GN 드라이브와는 다른 GN 드라이브 타우(T)를 에너지원으로 사용하며,
다른 건담들과는 달리 붉은 빛의 입자를 방출하는 것이 특징이다.
제 3호기인 스로네 드라이는 후방에서의 전투 지원이 목적인 기체이며,
GN 입자를 광범위하게 살포하는 GN 스텔스 필드는 스로네 드라이만이 가진 강력한 병기다.
- 두부고: 19.4m, 본체 중량: 67.7t
- 동력원: GN 드라이브 타우 (T)
- 장갑 재질: E-카본
- 무장:
  - GN 스텔스 필드
  - GN 실드 포드
  - GN 핸드건
  - GN 실드
  - GN 빔 사벨 x2
- 전속 파일럿: 네나 트리니티 [Nena Trinity]

리큐리티 (Trinity Mothership)
팀 트리니티의 모함이다.
- 크루:
  - 요한 트리니티 [Johann Trinity] - 건담 마이스터
  - 미하엘 트리니티 [Michael Trinity] - 건담 마이스터
  - 네나 트리니티 [Nena Trinity] - 건담 마이스터

#### - 유니온 (Union)
VMS-15 유니온 레알도 (Union Realdo)
배치숫자로 보았을 때 유니온의 실질적인 주력기.
전투기와 비슷한 비행 형태로의 변형이 가능한 기체이다.
하지만 가변을 위해서는 환장 작업이 필요하기 때문에 공중에서의 변형이 불가능하다는 치명적인 약점을 지니고 있다.
- 두부고: 17.7m, 본체 중량: 60.0t

SVMS-01 유니온 플래그 (Union Flag)
유니온의 최신예 가변 주력기.
VMS-15 유니온 리얼도와 같이 비행 형태로의 변형이 가능하며,
환장 작업을 거칠 필요가 없는 완전 변형은 재현되어
공중에서의 변형도 가능해졌다. 다만 공중변형에는 높은 기량이 요구된다.
(이를 최초로 가능케 한 사람은 유니온플래그의 테스트 파일럿인 그라함 에이커로, 변형모드로 돌입하는 것을 그라함 스페셜, 또는 그라함 메뉴버로 부르기도 했다.).
- 두부고: 17.9m, 본체 중량: 67.1t

SVMS-01SG 육전형 쉘 플래그 (Shell Flag)
유니온의 최신예 가변 주력기인 플래그를 바탕으로 제작한 육전형 모빌슈트.
기존의 플래그에 장갑과 다양한 육전형 무장을 장착, 무게가 늘어났으며,
디펜스 로드역시 기존의 플래그와는 다른 형태가 장비되어 있다.
시즌1에선 모습을 거의 볼 수 없었지만, 외전인00V에서 유니온의 육전주력기로 등장한다.
- 두부고: 18.5 m, 본체 중량: 86.0t

SVMS-01E 그라함 전용 유니온 플래그 커스텀 (Graham's Union Flag Custom)
유니온의 최신예기 SVMS-01 유니온 플래그의 강화 개량기.
MSWAD의 그라함 에이커 중위 전용으로서 유니온의 기술 주임 레이프 에이프먼 교수에 의해 개발되었다.
현대 최고 수준의 기술이 투입되어 통상 플래그의 배에 가까운 스피드를 내는 것이 가능하며,
아이리스사가 개발한 신형 리니어 라이플을 메인으로 장비하고 있다.
그러나 파일럿이 받는 G(중력 가속도) 또한 늘어나 에이스인 그라함 외에는 탑승이 불가능 하다.
- 두부고: 18.6m, 본체 중량: 67.1t
- 전속 파일럿: 그라함 에이커 [Graham Aker]

SVMS-01O 오버 플래그 (Over Flag)
유니온-미군 제 8항공 전술 비행대 '오버 플래그스'에 배치된 SVMS-01 유니온 플래그의 강화 개량기.
기체의 개수는 SVMS-01E 그라함 전용 유니온 플래그 커스텀과 같이 레이프 에이프먼 교수에 의해 행해졌다.
기본적으로는 그라함기와 거의 동사양의 기체이며,
리니어 라이플은 그라함기가 사용하고 있던 아이리스사의 라이플의 발전형을 장비하고 있다.
이 라이플은 후에 그라함기에도 공급되어 개체 식별을 위해 총신 상부가 푸르게 칠해졌다.
(일반기는 흰색.)
- 두부고: 17.9m, 본체 중량: 69.7t

SVMS-01X 유니온 플래그 커스텀 II(통칭 GN 플래그) (Union Flag Custom II, GN Flag)
유사 태양로(GN 드라이브 타우)를 탑재한 유니온 플래그 커스텀, 통칭 'GN 플래그'.
본래의 설계를 무시하고 무리하게 태양로를 탑재했기 때문에 기체의 밸런스가 붕괴되었다.
GNW-001 건담 스로네 아인으로부터 탈취한 빔 사벨을 주무장하고 있으며,
이것을 손에 쥐어 휘두르기 위해서는 유사 태양로를 등으로부터 팔이 있는 위치로 이동시킬 필요가 있다.
이때는 이동이 불가능하며, 반대로 태양로를 이동모드로 해놓았을 경우에는 공격이 불가능하다는 치명적인 단점이 있다.
그럼에도 불구하고 그라함은 다리부분의 부스터만으로 엑시아의 공격을 모두 피했으며, 시즌1의 마지막에서 엑시아와 함께 격파되었다.
엑시아를 리페어로 만든 장본인이며, 이 때의 충격으로 그라함은 눈에 화상을 입었다.
- 두부고: 17.9m, 본체 중량: 74.2t
- 동력원: GN 드라이브 타우 (T)
- 전속 파일럿: 그라함 에이커 [Graham Aker]

#### - AEU (Advanced European Union)
AEU-05 AEU 헬리온 (AEU Hellion)
배치숫자로 보았을 때 AEU의 실질적인 주력기.
전투기와 비슷한 비행 형태로의 변형이 가능한 기체이다.
AEU 가맹국 외에도 많은 기체가 곳곳에 수출되고 있어 일부 과격 단체나 테러리스트에 의해 악용되는 예가 많다.
- 두부고: 15.4m, 본체 중량: 58.2t

AEU-09 AEU 이낙트 (AEU Enact)
아직 궤도 엘리베이터가 미완성 상태에 있는 AEU가 조직의 위신을 걸어 개발한 최신예 가변 주력기.
SVMS-01 유니온 플래그의 설계를 베이스로 독자적인 기술을 짜넣어 개발하였다.
그 실루엣, 변형 기구, 무장은 유니온 플래그와 흡사하며,
머리부분의 태양광 집전 시스템을 채용하고 있어
에너지 공급 범위 내에만 있다면 이론상 활동시간에 제한은 없다.
- 두부고: 17.6m, 본체 중량: 66.8t

AEU-09T AEU 이낙트 지휘관형 (AEU Enact Commander Type)
AEU-09 AEU 이낵트의 지휘관형.
기본 스펙은 양산기와 같지만, 두정부에 안테나가 추가되어 통신 능력이 강화되었다.
- 두부고: 17.6m, 본체 중량: 66.8t

AEU-09Y812 AEU 이낙트 커스텀 (AEU Enact Custom)
- 두부고: 17.6m, 본체 중량: 66.2t
- 전속 파일럿: 알리 알 사셰스 [Ali Al-Saachez]

AEU-09Y812/A AEU 이낙트 커스텀 아그릿사형 (AEU Enact Custom Agrissa Type)
AEU의 최신예기 AEU-09 AEU 이낵트의 강화 개량기. 머리부분의 안테나가 대형화, 파워공급량이 비약적으로 향상되었으며,
푸른 컬러의 초기형은 'PMC 트러스트'의 알리 알 사셰스가 운용했다,
초기형이 파손된 이후에는 프랑스 외인부대에 배치된 새로운 커스텀을 입수, MA(모빌 아머) 아그릿사와 결합하여 사용했다.
(후기형 이낵트 커스텀은 아그릿사와의 결합을 위해 안티 플라즈마 코팅이 되어 붉은 색상을 띤다.)
- 두부고: 17.6m, 본체 중량: 66.2t
- 전속 파일럿: 알리 알 사셰스 [Ali Al-Saachez]

AEU-MA07013 아그릿사 (Agrissa)
제5차 태양광 발전 분쟁 때 사용된 대형 모빌 아머.
MS와 합체하는 것으로 운용되며, 강력한 플라즈마 필드를 사용할 수 있다.
5차 태양광 발전 분쟁때에는 이낵트가 아닌 헬리온에 장비되었을 것으로 추정된다.
- 전속 파일럿: 알리 알 사셰스 [Ali Al-Saachez]

#### - 인류혁신연맹 (人類革新連盟),(Federation of human innovation)
MSER-04 안프 (Anf)
MSJ-06II-A 티에렌의 선대에 해당되는 인류혁신연맹의 옛 주력기.
가솔린 기관을 동력으로 사용하기 때문에
태양광 발전 시스템이 본격 가동하기 시작한 후에는 주력기 자격을 박탈당했다.
그러나, 이후 남겨진 기체들은 중동을 비롯한 제 3국 등지에 염가로 판매되었기 때문에
현재까지도 세계 각지의 분쟁에서 그 모습을 찾아볼 수 있다.
- 두부고: 17.3m, 본체 중량: 134.9t

MSJ-06II-A 티에렌 지상형 (Tieren Ground Type)
인류혁신연맹의 양산형 주력기이며, 지상용 외에 우주형, 고기동형 등 다양한 바리에이션이 존재한다.
타군의 기체들에 비해 중량이 높기 때문에 반응 속도는 느리지만,
기동력을 희생한 만큼 방어 능력은 발군이다.
- 두부고: 18.1m, 본체 중량: 121.3t

MSJ-06II-E 티에렌 우주형 (Tieren Space Type)
인류혁신연맹의 주력기 MSJ-06II-A 티에렌의 우주형.
- 두부고: 18.2m, 본체 중량: 127.5t

MSJ-06II-LC 티에렌 장거리 포격형 (Tieren Long-range Cannon Type)
인류혁신연맹의 주력기 MSJ-06II-A 티에렌의 장거리 포격형.
기체 두정부에 300mm×50구경장 활강포를 장비하고 있으며,
이 때문에 MS로서의 기동성은 현저하게 저하되어 실전에서는 호위기와 함께 행동한다.
- 두부고: 20.2m, 본체 중량: 142.0t

MSJ-06II-C 티에렌 고기동형 (Tieren High Maneuver Type)
인류혁신연맹의 주력기 MSJ-06II-A 티에렌의 고기동형.
요부에 접이식의 주날개, 양각에 대출력 리프트 엔진을 증설함과 동시에
본체의 중량도 지상형에 비해 20t이나 경량화되어 있다.
- 두부고: 18.3m, 본체 중량: 101.1t

MSJ-06II-SP 티에렌 타오츠 (Tieren Taozi)
인류혁신연맹의 초병, 소마 피리스의 전용기.
다른 기종들과는 달리 우주, 지상 양면에서의 운용을 상정하였기 때문에
각부에 대형의 추진력 편향 쓰러스터를 추가하여 종래의 티에렌을 훨씬 더 웃도는 기동성을 발휘한다.
뛰어난 성능을 가진 기체이지만, 높은 신체 능력을 지닌 초병의 탑승만을 전제로 하고 있기 때문에
일반 파일럿이 이 기체를 자유로이 조종해내는 일은 불가능에 가깝다
- 두부고: 18.7m, 본체 중량: 112.1t
- 전속 파일럿: 소마 피리스 [Soma Peries]

#### - 국제연합군 (國際聯合軍)
GNX-603T 징크스 (GN-X)
셀레스티얼 빙으로부터 유출된 데이터에 의해 제작된 태양로 탑재형 기체.
탑재된 드라이브는 건담 스로네 시리즈와 같은 T 타입이다.
- 두부고: 19.0m, 본체 중량: 70.4t
- 동력원: GN 드라이브 타우 (T)
- 장갑 재질: E-카본
- 무장:
  - GN 빔 라이플
  - GN 실드
  - GN 발칸 x2
  - GN 클로 x2
  - GN 빔 사벨 x2

GNMA-XCVII 알바토레 (Alvatore)
7개의 유사 태양로가 탑재된 모빌 아머. 금빛을 내뿜는 표면은 견고한 GN 필드로 덮여 있다.
탑재된 유사 태양로의 입자 색이 금색에 가까운 주황색이다.
- 동력원: GN 드라이브 타우 (T) x7
- 무장:
  - GN 메가 캐논
  - GN 빔 라이플 x20
  - GN 팡 x6
  - GN 빔 캐논 x2
- 전속 파일럿: 알레한드로 코너 [Alejandro Corner]

GNMS-XCVII 알바아론 (Alvaaron)
알바토레의 내부에 격납되어 있던 유사 태양로 탑재형 모빌 슈츠.
GNMA-XCVII 알바토레는 강화 파트이며, 이 알바아론이 본체이다.
탑재된 유사 태양로의 입자 색도 알바토레와 같다.
- 두부고: 17.6m, 본체 중량: 69.2t
- 동력원: GN 드라이브 타우 (T)
- 무장:
  - GN 빔 캐논 x2
  - GN 빔 샤벨 x2
- 전속 파일럿: 알레한드로 코너 [Alejandro Corner]

### 제 2시즌 (A.D. 2312)

#### - 셀레스티얼 빙 (Celestial Being)
GN-001RE 건담 엑시아 리페어 (Gundam Exia Repair)
세츠나가 4년 전 국제 연합군과의 전투에서 대파된 GN-001 건담 엑시아를 자력으로 가동이 가능한 상태까지 수리한 형태. 어로우즈와의 전투에서 또 한번 파괴될 위기에 처하자 세라비 건담이 나타나서 세츠나를 구해주고 건담 엑시아 리페어는 프톨레마이오스 II로 들어가서 더블오 건담에게 태양로를 양도한다.
오른쪽의 눈은 티에렌의 센서를 써서 약간 복구하였으며, GN 소드는 전과는 다르게 부러져 있는 형태이다. 왼쪽 팔은 망토로 가렸다. 그러나 혼자서 아무 도움도 없이 수리했기에 완전한 수리는 불가능했다.
- 두부고: 18.3m, 본체 중량: 57.2t
- 동력원: GN 드라이브
- 장갑 재질: E-카본
- 무장:
  - GN 소드 (부러짐)
    - 빔 라이플 모드
    - 소드 모드
- 전속 파일럿: 세츠나 F. 세이에이 [Setsuna F. Seiei]

GN-006 케르딤 건담(켈딤 건담) (Cherudim Gundam)
GN-002 건담 듀나메스의 후속기이며,
듀나메스의 컬러링과 전투 컨셉을 계승했다.
- 두부고: 18.0m, 본체 중량: 58.9t
- 동력원: GN 드라이브 (건담 듀나메스의 태양로를 계승)
- 장갑 재질: E-카본
- 무장:
  - GN 스나이퍼 라이플 II
    - 발칸 모드

  - GN 빔 피스톨 II x4
    - GN 핸드 액스 x4

  - GN 실드 비트 (GN 빔 건 내장) x9

케르딤 건담의 가장 큰 특징중 하나. 9개의 긴육각형 모양의 갑주가 케르딤 건담 근처에 떠다니며 가해지는 공격을 막아낸다. 실드비트 아랫 부분에선 입자 빔을 발사하여 적을 공격 할 수도 있다. 실드 비트의 기본적 조작은 파일럿인 록온이 하지만, 유사시엔 하로가 서포트하거나 전담하기도 한다.
- - GN 라이플 비트 x6

GN-006+GNHW/R 케르딤 건담의 추가 무장. 2개는 오른쪽 어깨에 장비하고, 4개는 GN 드라이브에 장비한다. 라이플 비트 2개를 오른쪽 어깨에 장비하는 경우 GN 스나이퍼 라이플 II를 장비할 수 없지만 오른쪽에 장비된 2기의 라이플 비트는 대형 빔 포로 사용이 가능하다.
- - 홀로스크린 (트랜잠 발동시 생성)
  - 특수 카메라 아이 (스나이퍼 라이플로 저격시 전개)
- 특수 기능:
  - 트랜잠 시스템(TRANS-AM System)
  - 특수 카메라 아이와 홀로스크린에 의한 초정밀 사격
- 전속 파일럿: 록온 스트라토스 [Lockon Stratos] (a.k.a 라일 디란디)

GN-007 아리오스 건담 (Arios Gundam)
GN-003 건담 큐리오스의 후속기이며,
큐리오스의 컬러링과 전투 컨셉을 계승했다.
- 두부고: 19.1m, 본체 중량: 55.4t
- 동력원: GN 드라이브 (건담 큐리오스의 태양로를 계승)
- 장갑 재질: E-카본
- 무장:
  - GN 트윈 빔 라이플
  - GN 서브머신 건 x4
  - GN 빔 실드 x2
  - GN 빔 사벨 x2
  - GN 발칸 x2
  - GN 대형 빔 라이플
  - GN 미사일 컨테이너 x2
- 특수 기능:
  - 트랜잠 시스템(TRANS-AM System)
  - 변형
    - 클로 모드: 건담 큐리오스 때와 마찬가지로 아리오스 건담의 GN 빔 실드에 숨겨져 있는 할렐루야의 상징인 무기. 비행 모드의 빔 쉴드에 있다. 2기 최종화에서 이노베이터인 힐링 케어를 제거하기 위해 사용했다.

GN-007 아리오스 건담은 인형과 비행형의 2가지 형태로 변형이 가능하며,
비행 형태에서는 기수부에 장착된 빔 실드(클로)를 응용한 공격이 가능하다.
GN-007+GNHW/M 아리오스의 강화형, 다량의 GN 미사일이 컨테이너에 장착되어 있으며, 아리오스의 장착무기중 GN 볼컨(VULCAN)이 추가 장착된다.
- 전속 파일럿: 알렐루야 합티즘 [Allelujah Haptism]

GN-007+GNR-101A 아처 아리오스(Archer Arios)
GN-007 아리오스 건담과 GNR-101A GN 아처가 도킹한 형태. 두 기체 모두 비행 형태에서만 도킹이 가능하다. GN 아처에 파일럿이 없어도 활동이 가능하지만, GN 아처에 파일럿이 있을 경우 도킹 상태에서도 도킹/분리가 가능하다. 그러나 도킹 상태에서는 두 파일럿 간의 팀워크가 요구된다.
- 전속 파일럿: (기체조종)알렐루야 합티즘 [Allelujah Haptism],(서포트 메카닉 조종)소마 피리스(실명:마리 파퍼시) [Soma Peries],[Mari Pafesi]

GNR-101A GN 아처 (GN Archer)
GN-007 아리오스 건담의 서포트 메카닉.
'GN 아처'라 쓰고 '건 아처'라 읽는다.
4년 전, 국제연합군과의 최종 전투에서 사용된 건담 큐리오스의 추가 장비 테일 부스터의 발전형이며,
내부에 초대형 GN 콘덴서가 장비되어 있어
아리오스와의 도킹 시에 공급되는 입자를 충전하여 단독으로 임무 수행이 가능하다.
- 전체 길이：25.8m, 전체 폭：11.6m, 본체 중량：30.8t
- 무장:
  - GN 빔 라이플 x2
  - GN 발칸 x2
  - GN 미사일
  - GN 빔 사벨 x2
- 특수 기능:
  - GN-007+GNR-101A 아처 아리오스(Archer Arios)
  - 변형
- 전속 파일럿: 소마 피리스(실명:마리 파퍼시) [Soma Peries],[Mari Pafesi]

GN-008 세라비 건담 (Seravee Gundam)
GN-005 건담 버체의 후속기이며,
버체의 컬러링과 전투 컨셉을 계승했다.
이름의 유래는 치품 천사 '세라핌(Seraphim)'이며,
이와 관련된 '세라핌 시스템(Seraphim System)'이 탑재되어 있는 것이 판명되었다.
- 두부고: 18.2m, 본체 중량: 67.2t
- 동력원: GN 드라이브 (건담 버체의 태양로를 계승)
- 장갑 재질: E-카본
- 무장:
  - GN 바주카 II (싱글) x2
    - GN 바주카 II (더블)

  - GN 캐논 x4
  - GN 빔 사벨 x6
- 특수 기능:
  - 트랜잠 시스템(TRANS-AM System)
  - 페이스 버스트 모드(Face Burst Mode)

세라비 건담의 등에 은닉되어 있던 건담 헤드가 드러난 형태.
이 모드에서는 GN 입자의 방출량이 더욱 증가하는 것으로 보인다.
- - 세라핌 시스템(Seraphim System)
  - 하이버 버스트 캐넌/하이퍼 버스트 모드
  - GN-008+GNHW/B 세라비의 강화형, GN 필드 발생 강화 장치에 고성능 GN 콘덴서와 백팩에 GN 버니어가 추가 장착된다.
- 전속 파일럿: 티에리아 아데 [Tieria Erde]

GN-009 세라핌 건담 (Seraphim Gundam)
GN-008 세라비 건담의 거대한 백팩으로 은닉되어 있던 또 다른 건담.
본편 14화에서 이노베이터 브링 스태비티를 제거하기 위해 첫 사용한 기체이다.
또한, 나드레의 후계기답게 "트라이얼 시스템" 을 탑재하고 있어서 마찬가지로 베다와 링크하는 모든 기체들을 행동 제어하에 놓을 수 있다.
GN-008+GNHW/B 세라비 강화형과 백팩에서 분리시에는 GN 버니어가 탈거된다.
처음 등장했을 때 가랏조의 GN 필드를 가볍게 뚫어버리고 가랏조를 파괴하는 활약을 보인다. HG 프라모델 설명서를 보면 콕피트와 태양로는 세라핌 쪽에 있다고 설명되어있다. 이걸 분리하면 세라비는 무인 공격 모드로 전환된다. 이때 세라비는 태양로를 잃지만, 대형 GN 콘덴서를 지니고 있어서 일정 시간 동안 전투 행동이 가능하다. 변형 구조에서의 특징이, 일반적인 포구에서는 구멍에서 빔이 나오겠지만, 다른 무장들과는 다르게 막혀있는 구조이다. 더블오 건담이 두개의 GN소드를 합쳐서 포를 쏘는 것과 비슷한 원리로 레이져를 발사하는 듯 하다.빔 사벨은 손목안에 탑재되어 있다.
19화에서는 리바이브 리바이벌이 조종하던 가뎃사의 탈출장치를 포획한다.
그리고 24화에서 티에리아가 베다를 다시 되찾음과 동시에 드디어 세라핌 시스템이 발동하는데, 베다의 백업을 받는 기체 전부의 컨트롤을 제어하는 건담 나드레와 같은 능력이었다. 나드레보다 제어 영역이 대폭 확대되었는데 이른바 트라이얼 필드라 한다. 그러나 베다의 영향을 안 받는 리본즈 건담에게 파괴당한다. 세라비 건담에게 GNHW/B의 추가무장이 증설되면서 세라핌 건담도 이 무장을 일부 공유하는 동시에 전용 무기도 보유하게 되는 등 전투력이 대폭 보강되었으나 실전에서 쓰인적은 없었다. 다만 스페셜 에디션에서 암드 세라핌이란 이름으로 등장했다.
- 두부고: 16.6m, 본체 중량: 27.4t
- 동력원: GN 드라이브 (건담 버체의 태양로를 계승)
- 장갑 재질: E-카본
- 무장:
  - GN 바주카 II (싱글) x2
    - GN 바주카 II (더블)

  - GN 캐논 x2
  - GN 빔 사벨 x2
- 특수 기능:
  - 트라이얼 시스템 (TRIAL System)
  - 트랜잠 시스템(TRANS-AM System)
- 전속 파일럿: 티에리아 아데 [Tieria Erde]

GN-0000 더블오 건담 (00 Gundam)
GN-001 건담 엑시아의 후속기이며,
두 개의 태양로가 탑재, 동조되어 있어
종래의 태양로 기체들에 비해 압도적인 성능을 자랑하는 신세대 건담이다.
GN 필드의 전개도 가능하다.
본편 2화에서 첫 출격때 트랜잠 시스템(TRANS-AM System)으로 가동에 성공했지만
트윈 드라이브가 안정화가 되지 않아서 자칫 잘못하면 태양로가 오버로드가 되어 폭발할 가능성이 있다.
- 두부고: 18.3m, 본체 중량: 54.9t
- 동력원: GN 드라이브 x2 (트윈 드라이브 시스템 탑재, 오 건담과 건담 엑시아의 태양로를 계승)
- 장갑 재질: E-카본
- 무장:
  - GN 소드 II x2
    - 빔 라이플 모드
    - 소드 모드

  - GN 소드 III
    - 빔 라이플 모드
    - 소드 모드

  - GN 빔 사벨 x2
  - GN 실드 x2
- 특수 기능:
  - 트랜잠 시스템(TRANS-AM System)

트윈 드라이브 시스템이 안정화가 안되어 갑자기 오버로드가 되어 멈추는 단점이 있다.

- - 트윈 드라이브 시스템(Twin Drive System)

이오리아 슈헨베르그가 트랜잠 시스템과 함께 오리지널 태양로에 은닉해 둔 시스템.
2개의 GN 드라이브를 동조시켜 고출력의 성능을 이끌어낸다.
이는 두 드라이브의 상성이 잘 맞을 경우에만 가능하며,
현재 셀레스티얼 빙에 존재하는 5개의 태양로 중에서 트윈 드라이브의 가동에 성공한 태양로의 조합은
GN-000 오 건담과 GN-001 건담 엑시아의 조합이 유일하다.
- 전속 파일럿: 세츠나 F. 세이에이 [Setsuna F. Seiei]

GN-0000+GNR-010 더블오 라이저(00 Raiser)
GN-0000 더블오 건담과 GNR-010 오 라이저가 도킹한 형태.
불완전했던 트윈 드라이브의 가동이 완전히 구현되고,
트랜잠 시스템(TRANS-AM System)의 증폭효과가 증대되었다.
트윈 GN 드라이브의 효과로 더블오 라이저의 날개처럼 구성되어있다.
트랜잠 시스템으로 의해 양자화 된다.
GN 소드 II의 입자빔의 양을 조절할 수 있다.
GN 필드를 완전히 전개할 수 있다.
세츠나가 혼자서 더블오 라이저를 조종할 때는 GNR-010 오 라이저에 있는 빨간색 하로가 파일럿 역할을 대신한다.
'건담을 넘어선 존재'로서 건담이라는 이름이 없는 최강의 기체이다.
- 두부고: 18.3m, 본체 중량: 75.1t
- 동력원: GN 드라이브 x2 (트윈 드라이브 시스템 탑재)
- 장갑 재질: E-카본
- 무장:
  - GN 소드 II x2
    - 빔 라이플 모드
    - 빔 사벨 모드
    - 소드 모드
    - 라이저 소드 모드(트랜잠 시스템, 라이저 시스템 동시 발동시)

트랜잠 라이저(TRANS-AM RAISER) 상태에서 생성되는 고압축 GN 입자로 빔 날을 만드는 초대형 빔 샤벨. 길이도 아주 길고, 파괴력도 강한 만큼 GN 입자 소모량이 커서 사용 직후 일시적으로 행동이 불가능하다는 단점이 있다.
- - GN 소드 III
    - 빔 라이플 모드
    - 소드 모드
    - 라이저 소드 모드(트랜잠 시스템, 라이저 시스템 동시 발동시)

GN 소드 II의 라이저 소드 모드를 개량한 형태로 길이가 전보다 짧지만 막강한 화력은 그대로 나온다. 소드 모드에서만 가능하며 GN 소드 II와의 차이점은 사용 직후에도 행동을 계속할 수 있다는 것이다.
- - GN 빔 사벨 x2
  - GN 실드 x2
  - GN 빔 머신 건 x2
  - GN 마이크로 미사일 (오 라이저 전용무기)
- 특수 기능:
  - 트랜잠 라이저(TRANS-AM RAISER)

트랜잠 상태의 더블오 라이저를 트랜잠 라이저(TRANS-AM RAISER)라고 부른다. 트랜잠 라이저(TRANS-AM RAISER) 상태에서는 더블오 건담 때보다 7배의 성능을 내며, 불가능할 것 같은 기현상을 일으킨다.
또한 라이저 시스템(RAISER System)과 동시 발동하면, 거대한 빔 샤벨을 쓰는 것이 가능해진다.
- - 라이저 시스템(RAISER System)

더블오 라이저 상태의 오 라이저가 가지고 있는 시스템으로, 트랜잠 라이저(TRANS-AM RAISER)의 출력을 최대로 올려주는 기능이다. 라이저 시스템과 같이 트랜잠(TRANS-AM System)이 발동하면 트랜잠 라이저(TRANS-AM RAISER)의 진정한 힘이 나온다. 라이저 시스템을 작동시킬려면 파일럿이 수동으로 조정해줘야 한다. (하로 제외, 단 파일럿이 순수 이노베이터일 경우 하로의 도움을 받는 것만으로도 가능함)
- - 트랜잠 버스트(TRANS-AM BURST)

24화에서 세츠나가 순수 이노베이터로 각성할 때 발동한 더블오 라이저의 숨겨진 기능. 순도가 높은 GN 입자를 모든 전장에 방출하여 이노베이더의 뇌양자파를 혼란시키고 전장의 모든 사람들의 뇌양자파로 서로의 의사를 전할 수 있게 하는 더블오 라이저의 진정한 능력이다. 이는 순수 이노베이터 만이 가능하다.
- - 트윈 드라이브 시스템(Twin Drive System)
- 전속 파일럿: (기체조종)세츠나 F. 세이에이 [Setsuna F. Seiei],(서포트 메카닉 조종)사지 크로스로드 [Saji Crossroad]

GNR-010 오 라이저 (0 Raiser)
GN-0000 더블오 건담의 서포트 메카닉.
더블오 건담과 도킹함으로써 트윈 드라이브 시스템의 진정한 성능을 이끌어낸다.
더블오 라이저로 도킹시 세츠나가 혼자서 조종할때는 파일럿 옆에 있는 빨간 하로가 역할을 대신한다.
- 전체 길이：17.6m, 전체 폭：11.2m, 전체 높이：2.5m, 본체 중량：20.2t
- 장갑 재질: E-카본
- 무장:
  - GN 빔 머신 건 x2
  - GN 발칸 x4
  - GN 마이크로 미사일
- 특수 기능:
  - GN-0000+GNR-010 더블오 라이저(00 Raiser)
- 전속 파일럿: 사지 크로스로드 [Saji Crossroad]

CBS-74 프톨레마이오스 II(톨레미),(토레미) (Ptolemaios II)
대파된 프톨레마이오스(톨레미)를 개수하여 탄생한 신생 셀레스티얼 빙의 새로운 모함이다. 톨레미l과는 다르게 MS격납고 부분이 많이 달라졌으며, 자체 공격 무장이 없던점을 보완하여 GN 미사일 발사장치 & 대형 빔 캐넌을 장비하고 있다.
- 크루:
  - 세츠나 F. 세이에이 [Setsuna F. Seiei] - 건담 마이스터
  - 록온 스트라토스 [Lockon Stratos] (a.k.a 라일 디란디) - 건담 마이스터
  - 알렐루야 합티즘 [Allelujah Haptism] - 건담 마이스터
  - 소마 피리스 [Soma Peries] - 건담 마이스터
  - 티에리아 아데 [Tieria Erde] - 건담 마이스터
  - 스메라기 리 노리에가 [Sumeragi Lee Noriega] - 전술 예보가
  - 펠트 그레이스 [Feldt Grace] - 전황 오퍼레이터
  - 밀레이나 바스티 [Mileina Vashti] - 전황 오퍼레이터 겸 메카닉
  - 랏세 아이온 [Lasse Aeon] - 조타수 겸 포격수
  - 이안 바스티 [Ian Vashti] - 메카닉 겸 포격수
  - 린다 바스티 [Linda Vashti] - 메카닉 겸 포격수
  - 아뉴 리터너 (이노베이터) [Anew Returner] - 메카닉
  - 사지 크로스로드 [Saji Crossroad] - 중립인 겸 메카닉

셀레스티얼 빙 브이톨기 (Celestial Being VTOL Craft)
프톨레마이오스(토레미) II에 탑재되어 있는 설레스철 비잉의 연락기.
GNW-003 건담 스로네 드라이 (Gundam Throne Drei)
스로네 3기중 알리 알 서셰스로부터 유일하게 살아남은 기체이다.
- 두부고: 19.4m, 본체 중량: 67.7t
- 동력원: GN 드라이브 타우 (T)
- 장갑 재질: E-카본
- 무장:
  - GN 스텔스 필드
  - GN 실드 포드
  - GN 핸드건
  - GN 실드
  - GN 빔 사벨 x2
- 전속 파일럿: 네나 트리니티 [Nena Trinity]

GN-001RE2 건담 엑시아 R2(Gundam Exia R2)
전에 대파된 GN-001 건담 엑시아를 신세대 건담의 기술을 사용하여 수리/개량한 형태. 여기서 R은 리페어(Repair)를 의미한다. 기체의 성능 향상과 함께 일부 무기의 위치와 보관 위치가 바뀌었고, 어깨와 허벅지에 있던 GN 입자 송전코드가 내장 코드로 바뀌었다. 프톨레마이오스II에 베다 탈환 작전때 예비기로 배치되었고, 세츠나가 자신의 기체가 대파되고 태양로 하나를 리본즈에게 빼앗기자 자신도 남은 하나의 태양로를 건담 엑시아 R2에 장착했다. 1:1 전투만을 위해 최소한의 무장만 있다. 마지막에 리본즈의 오 건담과의 전투에서 같이 격파된다.
- 두부고: 18.3m, 본체 중량: 57.2t
- 동력원: GN 드라이브 (더블오 건담의 남은 태양로 하나를 장착시켰다.)
- 장갑 재질: E-카본
- 무장:
  - GN 소드 改
    - 빔 라이플 모드
    - 소드 모드

  - GN 빔 샤벨 x2
  - GN 실드
- 전속 파일럿: 세츠나 F. 세이에이 [Setsuna F. Seiei]

#### - 이노베이터[이노베이더] (Innovator[innovader])
GNW-20000 아르케 건담 (Arche Gundam)
과거 알리 알 사셰스가 미하엘 트리니티로부터 강탈하였던 GNW-002 건담 스로네 츠바이의 강화형.
4년 전의 결전에서 반파당한 기체를 베다에서 제공한 최신 기술을 이용해 전면 개수하였다.
기체명은 권품 천사(權品天使) '아르케(Arche)'에서 유래하였으며,
천사의 이름을 지니고는 있으나 그 형태는 실로 악마에 가깝다.
2기 초반부에 첫 등장하여 더블오 건담과 세라비 건담을 한번에 잡아버리는 능력을 보여주었다.
14화에서 더블오 라이저에게 거의 압도당하지만 마리나의 노래로 인해 탈출한다.
23,24화에서 켈딤 건담과 대 공간전을 벌여 켈딤 건담을 거의 압도했지만
세라핌 건담의 트라이얼 필드에 의해 켈딤 건담에게 파괴당한다.
또한 파일럿인 알리 알 사셰스도 록온(라일)에게 살해당한다.
- 두부고: 불명, 본체 중량: 불명
- 동력원: GN 드라이브 타우 (T)
- 장갑 재질: E-카본
- 전속 파일럿: 알리 알 사셰스 [Ali Al-Saachez]

GNZ-003 가뎃사 (Gadessa)
리본즈가 장악한 베다의 기술을 사용해서 개발한 이노베이터의 최신예기.
콕피트는 흉부에 위치해 있으며, 포격 전용 모빌 슈츠로 개발되었다.
리바이브 리바이벌의 가뎃사는 연녹색으로, 힐링 케어의 가뎃사는 연회색으로 도장되었다.
리바이브 리바이벌의 가뎃사에만 트랜즈 암이 탑재되어 있다.
- 두부고: 24.8 m(통상 형태), 21.4 m(접지 형태), 본체 중량: 60.4t
- 동력원: GN 드라이브 타우 (T) (가뎃사의 탈출 유닛에 있다.)
- 장갑 재질: E-카본
- 무장:
  - GN 메가 런쳐
  - GN 발칸
  - GN 커터
  - GN 빔 샤벨
- 특수 기능:
  - 트랜잠 시스템(TRANS-AM System)(23화부터 등장)
- 전속 파일럿:
  - 리바이브 리바이벌 [Revive Revival]
  - 힐링 케어 [Healing Care]

GNZ-004 가가 (Gaga)
이노베이터[이노베이더]의 양산형 자폭용 특공 기체.
유사 태양로 탑재기이지만 트랜잠 시스템(TRANS-AM System)을 기동하는 것이 가능하다.
파일럿은 디바인 노바나 브링 스태비티를 닮은 양산형 이노베이더가 탑승하여 직접 조종한다.
- 두부고: 전고 18.1 m, 본체 중량: 전비 26.4t
- 동력원: GN 드라이브 타우 (T)
- 장갑 재질: E-카본
- 무장:
  - GN 발칸 포드
- 특수 기능:
  - 트랜잠 시스템(TRANS-AM System)

GNZ-005 가랏조 (Garazzo)
리본즈가 장악한 베다의 기술을 사용해서 근접 전투에 맞게 개발한 이노베이터의 최신예기.
가뎃사와 마찬가지로 콕피트는 흉부에 위치해 있으며, GN 필드의 전개가 가능하다.
브링 스태비티의 가랏조는 연보라색으로, 힐링 케어의 가랏조는 연회색으로 도장되었다.
힐링 케어의 가랏조에만 트랜즈 암을 탑재하고 있다.
- 두부고: 불명, 본체 중량: 불명
- 동력원: GN 드라이브 타우 (T) (가뎃사와 마찬가지로 가랏조의 탈출 유닛에 있다.)
- 장갑 재질: E-카본
- 무장:
  - GN 빔 클로 x10

가랏조의 가장 큰 특징. 근접 전투때 주로 사용하는 무장으로, 모든 손가락에 빔 샤벨을 동시에 전개할 수 있는 무기다.
손가락을 벌려서 사용할 경우 넓은 범위에 걸쳐 적에게 타격을 줄 수 있으며, 손가락을 한데 모을 경우 강력한 위력의 빔 샤벨이 된다.
- - GN 필드 발생 장치
  - GN 발칸
  - GN 커터
  - GN 스파이크
- 특수 기능:
  - 트랜잠 시스템(TRANS-AM System)(23화부터 등장)
- 전속 파일럿:
  - 브링 스태비티 [Bring Stabity]
  - 힐링 케어 [Healing Care]

GNZ-007 가데스 (Gaddess)
- 두부고: 24.8 m(노말 모드), 21.0 m(지상 모드), 본체 중량: 61.3t
- 동력원: GN 드라이브 타우 (T)
- 장갑 재질: E-카본
- 전속 파일럿: 어뉴 리터너 [Anew Returner]

GNMA-Y0001 엠프러스 (Empruss)
- 레그넌트를 위해 만들어진 실험용 프로토 타입 MA.
- 무장:
  - 대형 GN 캐논 x2
  - GN 발칸 x4
  - 에그너 윕(Egner Whip) x2

엠프러스에 내장되어 있는 전자 와이어로, GN 필드의 영향을 받지 않고 그대로 뚫어서 콕피트나 내장 부품에 전기 충격을 준다.
- 전속 파일럿: 디바인 노바 [Divine Nova]

GNMA-0001V 레그넌트 (Regnant)
- 엠프러스를 개수 및 더욱 업그레이드 함으로써 탄생한 실전형 MA. 루이스 할레비에게 주어진다. 가변이 가능하며 사실상 두부에는 건담 얼굴이 숨어있다고 한다.
- 무장:
  - GN 유도 캐논
  - GN 팡 x10
  - 에그너 윕 x2
  - GN 미사일 x4
  - GN 발칸
- 특수 기능:
  - 변형
- 전속 파일럿: 루이스 할레비 [Louise Halevy]

CB-0000G/C 리본즈 건담/리본즈 캐논 (Reborns Gundam/Reborns Cannon)
이노베이터[이노베이더]의 우두머리 리본즈 알마크가 베다의 데이터를 이용하여 자체 개발한 유사 태양로 탑재형 모빌 슈츠로,
이노베이터의 기체 중에서는 최초로 더블오 라이저(더블오 건담)와 같이 트윈 드라이브 시스템을 적용했다.
건담 모드와 캐논 모드로 가변형이 가능하며, 트랜잠 시스템(TRANS-AM System)을 보유하고 있다.
25화에서 더블오 라이저와 최종 결전을 벌였다.
베다의 영향을 받지 않는 기체이지만 티에리아와의 링크는 가능했다.
- 두부고: 21.8m (캐논 모드), 23.3m (건담 모드), 본체 중량: 79.1t
- 동력원: GN 드라이브 타우 (T) X2 (트윈 드라이브 시스템 탑재)
- 장갑 재질: E-카본
- 무장:
  - GN 버스터 라이플
  - GN 쉴드
    - GN 소형 핀 팡 x4

  - GN 대형 빔 사벨 x2
  - 에그너 윕 (캐논 모드) x2

엠프러스와 레그넌트에 내장되어서 위력을 충분히 발휘한 전자 와이어. GN 필드의 영향을 받지 않으며 파일럿까지 전기 충격을 준다. 캐논 모드에서만 사용이 가능하다.
- - GN 소형 핀 팡 x4
  - GN 대형 핀 팡(건담 모드) x4
    - GN 캐논(캐논 모드) x4
- 특수 기능:
  - 트랜잠 시스템(TRANS-AM System)
  - 트윈 드라이브 시스템(Twin Drive System)

GN-0000 더블오 건담의 트윈 드라이브 시스템의 원리를 아뉴가 전송해서 리본즈가 독자적으로 완성시킨 시스템. 기존 유사 태양로 탑재형 기체보다 더 좋은 성능을 자랑한다.
- - 변형
- 전속 파일럿: 리본즈 알마크 [Riborns Armark]

GN-000 오 건담 실전 배치형(0 Gundam Type A.C.D)
최초의 오 건담과는 큰 차이가 없지만, 기존의 오 건담과는 다르게 색이 칠해져 있고, 무장은 변함이 없다.
원래 셀레스티얼 빙의 기체였지만, 랏세가 프톨레마이오스II을 방어하는데 입자저장탱크에 있는 에너지를 다 쓰고 폐기시겼다.
폐기된 오 건담을 본 리본즈는 빼앗은 태양로를 오 건담에 장착하였다.
마지막에 세츠나의 건담 엑시아 R2와 같이 격파된다.
- 두부고: 18.0m, 본체 중량: 53.4t
- 동력원: GN 드라이브 (더블오 건담의 태양로 하나를 빼앗아 장착시켰다.)
- 장갑 재질: E-카본
- 무장:
  - 빔 라이플
  - 건담 실드
  - 빔 사벨
- 전속 파일럿: 리본즈 알마크 [Riborns Armark]

#### - 지구 연방 평화 유지군 (地球連放平和維持軍)
GNX-609T 징크스 III (GN-X III)
GNX-603T 징크스를 해석하여 개발된 지구 연방 평화 유지군(국제연합군)의 주력기.
라이플이 내장된 GN 랜스를 주무장하고 있다.
MSJ-06III-A 세르게이 전용 티에렌 타오츠 (Sergei's Tieren Taozi)
4년 전 소마 필리스 전용 티에렌 타오츠와 비슷한 세르게이 스미르노프의 전용기.
정식 명칭은 《MSJ-06III-A 티에렌 전영역 대응형 (Tieren All Region Type)》이다.
4년 전 소마 필리스의 티에렌 타오츠는 분홍색을 띠는데 반해, 세르게이 전용 티에렌 타오츠는 짙은 파란색을 띤다.
초인병만 사용이 가능했던 티에렌 타오츠를 일반 파일럿도 사용할 수 있게 개량했으며, SVMS-01X 유니온 플래그 커스텀 II(GN 플래그)처럼 GN 드라이브 타우 (T)(유사 태양로)를 장비하지 않고, 비(非) 태양로를 장비하여 밸런스를 유지시켰다. 소마 필리스 전용 티에렌 타오츠와는 다르게 비 (非) 태양로 전용 빔 라이플을 장비하여 전투력이 크게 향상되었다. 또한 이 빔 라이플은 광학 센서에 의한 빔 샤벨의 전개도 가능하다.
- 두부고: 18.7m, 본체 중량: 112.1t
- 전속 파일럿: 세르게이 스미르노프 [Sergei Smirnov]

#### - 어로우즈 (A-Laws)
GNX-609T 징크스 III (GN-X III)
GNX-603T 징크스를 해석하여 개발된 어로우즈의 주력기.
기본적으로 청색을 베이스로 한 컬러링이지만, 특수부대 어로우즈에 소속된 징크스 III는 적색 컬러링을 지닌다.
- 두부고: 19.0m, 본체 중량: 69.8t

GNX-704T 어헤드 (Ahead)
지구 연방 평화 유지군의 독립 특수부대 어로우즈의 최신형 주력기.
그 실루엣이나 무장은 GNX-603T 징크스의 영향을 받고 있다.
안에는 어로우즈의 대인병기 오토마톤이 들어있다.
- 두부고: 20.6m, 본체 중량: 71.1t
- 전속 파일럿: 버락 지닌 (Barack Zinin)

GNX-704T/AC 사키가케 (Sakigake)
어헤드의 근접 전투형으로, 미스터 부시도(그라함 에이커) 전용으로 개발된 기체다.
일명 '미스터 부시도 전용 어헤드'라고 부르기도 한다.
- 전속 파일럿: 미스터 부시도 (Mr. Bushido)

GNX-704T/SP 스멀트론 (Smultron)
어헤드의 또 다른 버전으로, 소마 피리스 전용으로 개발되었지만,
8화부터 소마 피리스가 스멀트론을 버리고 CB로 들어오게 되면서 루이스 할레비에게 넘겨지게 된다.
- 전속 파일럿: 소마 피리스 [Soma Peries], 루이스 할레비 (Louise Halevy)

GNMA-04B11 트릴로바이트 (Trilobite)
어로우즈가 개발한 수중용 MA. 유사 태양로를 3개나 장비하고 있다.
메멘토 모리 (Memento Mori)
저궤도링 위에 장착되어 지상으로 강력한 레이져 공격을 할 수 있게 되어있는 어로우즈의 병기. 스메라기의 미션플랜에 의한 CB의 총공세 + 카탈론 함대의 도움에 의하여 파괴된다.
나중에는 1호기를 계승한 '메멘토 모리 2호기'가 등장하며, 바로 옆에 있는 궤도 엘리베이터를 붕괴시켜 버리는 것 외에는 파괴한 것이 없었다. 18화에서 더블오 라이저에게 바로 파괴된다.
GNX-U02X 마스라오 (Masurao)
빌리 카타기리가 어로우즈의 기술주임이 된 후 미스터 부시도(그라함 에이커)를 위해 만들어준 기체.
빌리 카타기리가 자체 개발한 트랜즈암이 장착된 기체이다.
일본도 형태를 한 빔샤벨이 특징이며, 1기에서 활약하는 양산형 MS인 플래그의 디자인이 곳곳에 삽입되어 제작되었다.
2기 후반부에서 마스라오의 개량형인 《스사노오》가 나오기도 한다.
- 무장:
  - GN 빔 샤벨 (하워드)
  - GN 숏 빔 샤벨 (다릴)
  - GN 발칸
  - 빔 차크람
- 특수 기능:
  - 트랜잠 시스템(TRANS-AM System)
- 전속 파일럿: 미스터 부시도 (Mr. Bushido)

GNX-Y901TW 스사노오 (Susanowo)
GNX-U02X 마스라오의 개량형으로 미스터 부시도(그라함 에이커)의 최종 탑승기. 몸체는 적색이었던 몇 부분이 흰색으로 바뀐것을 제외하고는 변함이 없지만(오버 플래그에 더 가까워짐) 무장은 크게 강화되었다.
- 무장:
  - 강화 샤벨 (시라누이)
  - 강화 샤벨 (운류)
    - 강화 샤벨 (소텐)

강화 샤벨 시라누이와 운류를 서로 결합한 형태이다.
- - GN 발칸
  - 간틀릿
  - GN 클로
  - 트라이 퍼니셔
  - 빔 차크람
- 특수 기능:
  - 트랜잠 시스템(TRANS-AM System)
- 전속 파일럿: 미스터 부시도 (Mr. Bushido)

### 극장판 A wakening of the Trailblazer (A.D. 2314)

#### - 셀레스티얼 빙 (Celestial Being)
GBNGN-003(SVMS-01AP) 유니온 플래그 (CB 타입) (Union Flag Celestial Being Type)
세츠나가 더블오 라이저의 태양로를 잃은 이후 잠시 탑승했던 기체.
기체로서는 성능이 떨어지지만, 이노베이터의 힘 덕분에 마리나를 구조할 수 있었다.
- 두부고: 19.9m, 본체 중량: 77.2t
- 장갑 재질: E-카본
- 무장:
  - GN 소드 II 改 x2
    - 빔 라이플 모드
    - 소드 모드

  - 플라즈마 소드 x2
  - 리니어 라이플 x2
  - 4연발 미사일 포트 x2
  - 60mm 리니어 건틀렛 x2
- 특수 기능:
  - 플라즈마 부스터
- 전속 파일럿: 세츠나 F. 세이에이 [Setsuna F. Seiei]

GN-0000RE+GNR-010 더블오 라이저 콘덴서 타입 (00 Raiser Condenser Type)
기존 더블오 라이저가 잠시 동안 활동할 수 있도록 CB가 수리한 형태.
기존 더블오 라이저와 변함이 없지만 동력원을 GN 콘덴서로 바꾸었고 오 라이저의 센서가 붉은 색에서 연한 하얀 색이 되었다.
이 2개의 콘덴서는 이노베이더와의 결전에서 잃은 태양로를 대신하기 때문에 콘덴서의 능력을 태양로 수준으로 끌어올렸다.
- 두부고: 18.3m, 본체 중량: 54.9t
- 동력원: GN 콘덴서 x2
- 장갑 재질: E-카본
- 무장:
  - GN 소드 III x2
    - 빔 라이플 모드
    - 라이져 소드 모드[본편에선 나오지 못함]
    - 소드 모드

  - GN 빔 사벨 x2
  - GN 실드 x2
- 특수 기능:
  - 트랜잠 라이저(TRANS-AM RAISER)
  - 트랜잠 버스트(TRANS-AM BURST)
- 전속 파일럿: 세츠나 F. 세이에이 [Setsuna F. Seiei]

GN-002RE 건담 듀나메스 개수형(Gundam Dynames Repair)
전에 대파된 GN-002 건담 듀나메스를 수리한 형태.
기존 듀나메스와의 큰 차이점은 바로 실드인데 풀실드를 신 소재로 바꿨기에 색이 달라졌으며, 실드가 작아지고 사각형으로 변하였고 풀실드의 정면부에는 클리어 부품이 사용되었다.
또 버니어는 2개에서 4개로 늘어났다.
- 두부고: 18.2m, 본체 중량: 61.3t
- 동력원: GN 콘덴서
- 장갑 재질: E-카본
- 무장:
  - GN 스나이퍼 라이플
  - GN 실드
  - GN 풀 실드
  - GN 미사일 x24
  - GN 빔 피스톨 x2
  - 특수 카메라 아이 (스나이퍼 라이플로 저격시 전개)
- 특수 기능:
  - 특수 카메라 아이에 의한 초정밀 사격
- 전속 파일럿: 록온 스트라토스 (Lockon Stratos) a.k.a 라일 디란디

GN-010 건담 사바냐 (Gundam Zabanya)
GN-006 케르딤 건담의 후속기로,
레이다 추적으로 극강의 난사를 자랑하는
새롭게 개발한 난사형 건담이다.
고정무장은 거의 없고 모든 화력을 비트에 의지한다.
또한 조종을 간단하게 하기 위해서 하로를 2개나 탑재하였다.
- 두부고: 18.0m, 본체 중량: 86.8t
- 동력원: GN 드라이브(케르딤 건담의 드라이브를 계승)
- 장갑 재질: E-카본
- 무장:
  - GN 홀스터 비트 x10

건담 사바냐의 가장 큰 특징. 건담 사바냐의 박쥐 날개처럼 구성이 되어있다. 내부에 각각라이플비트가 수납
- - GN 라이플 비트 II
    - 라이플 비트 II 모드[ 화력위주로 연사력은 상당히떨어진다. ]
    - 피스톨 비트 모드 [총신을 줄여 피스톨모드로도 쓸수있다. 이경우 화력은 약해지지만 연사력이 상승한다.]

  - GN 미사일 포트
  - 멀티 록온 건 카메라
- 특수 기능:
  - 트랜잠 시스템(TRANS-AM System)
- 전속 파일럿: 록온 스트라토스 (Lockon Stratos) a.k.a 라일 디란디

GN-011 건담 하루트 (Gundam Harute)
GN-007+GNR-101A 아처 아리오스의 후속기.
건담 더블오 최초의 복좌형 탑승기 기체이며,
아리오스 건담과 GN 아처의 기능을 하나로 할 수 있게 발전시켰다.
- 두부고: 18.0m, 본체 중량: 77.1t
- 동력원: GN 드라이브(아리오스 건담의 태양로를 계승)
- 장갑 재질: E-카본
- 무장:
  - GN 소드 라이플
    - 소드 모드
    - 라이플 모드

  - GN 캐논
  - GN 미사일 컨테이너
  - GN 시저 비트 x20

가위처럼 생긴 비트로 고속으로 이동하기 때문에 하로가 아닌 초인병의 뇌양자파를 통해서 사용된다. 일반 모드, 마루트 모드 모두에서 쓸 수 있지만 마루트 시스템을 발동하면 속도가 엄청나게 빨라지며, 트랜잠을 사용해도 시저 비트의 속도가 빨라진다.
- 특수 기능:
  - 트랜잠 시스템(TRANS-AM System)
  - 변형
  - GN 부스터 모드
  - 마루트 시스템(Marute System)

하루트에 내장되어 있는 시스템으로 발동시 하루트의 헤드가 열리면서 눈이 붉어지고 6개로 늘어나며, 이 시스템을 발동한 하루트는 2명의 인격을 가진 파일럿들이 3개의 시스템을 동시에 돌리면서 하루트를 조종하는데 전투력이 급상승하고 상당한 중력을 받는데, 이 중력은 초인병이 아니면 버틸 수가 없다고 한다. 또 이 시스템을 발동하면 시저 비트를 안정적으로 운용할 수 있게 된다.
- 전속 파일럿: 알렐루야 합티즘 (Allelujah Haptism), 소마 필리스(실명:마리 파르파시) [Soma Peries],[Mari Pafesi]

CB-002 라파엘 건담 (Raphael Gundam)
GN-008 세라비 건담의 후계기.
베다의 데이터를 통해 만들어진 건담이며,
티에리아가 부활하여 자체 개발한 건담으로
오리지널 GN 드라이브의 탑재가 불가능하였기 때문에 유사 태양로를 장비한다.
- 두부고: 21.7m, 본체 중량: 102.3t
- 동력원: GN 드라이브 타우(T) x4
- 장갑 재질: E-카본
- 무장:
  - GN 빅 캐논 (GN 크로우) x2
  - GN 빔 라이플
  - GN 바주카 x2
- 특수 기능:
  - 트랜잠 시스템(TRANS-AM System)
- 전속 파일럿: 티에리아 아데 (Tieria Erde)

GN-008RE 세라비 건담 II (Saravee Gundam II)
CB-002 라파엘 건담의 등짐에 은닉되어있던 또다른 건담으로, 2년전 이노베이드와의 결전에서 중파된 세라비를 라파엘의 등짐으로 개수한 형태.
무인기라서 티에리아의 뇌양자파에 의해 조종된다.
- 두부고: 불명, 본체 중량: 불명
- 동력원: GN 드라이브 타우(T)
- 장갑 재질: E-카본
- 무장:
  - GN 빅 캐논 (GN 크로우) x2
  - GN 바주카 x2
  - GN 빔 샤벨 x2
- 특수 기능:
  - 트랜잠 시스템(TRANS-AM System)

GNT-0000 더블오 쿠안타 (더블오 퀀터) (00 Qan[T])
트윈 드라이브 시스템을 탑재한 더블오 라이저의 후속기.
순수 이노베이터로 각성한 세츠나를 위해서 이노베이터 전용으로 제작되었다.
또한 티에리아의 제안으로 그의 의식을 콕피트에 설치했다.
뇌양자파의 의식 기능이 더블오 라이저보다 훨씬 강화되었다.
여기에서 T는 트윈 드라이브를 의미한다.
애니에서는 대화를 위한 건담이지만 베다의 시뮬레이션 결과 단독행동으로 일주일만에 ELS를 섬멸할 수 있는 능력을 가졌다고 한다.
- 두부고: 18.3m, 본체 중량: 63.5t
- 동력원: GN 드라이브 x2 (목성에서 새롭게 제작한 태양로이며 트윈 드라이브를 전제로 개발되었고 드라이브 성능이 2배로 좋아졌다.)
- 장갑 재질: E-카본
- 무장:
  - GN 소드 V
    - 소드 모드
    - 빔 라이플 모드
    - 버스터 라이플 모드
    - 버스터 소드 모드

  - GN 소드 비트 x6[ GN 소드 V 와합체하여 공격가능 ]
  - GN 쉴드 [GN 빔 건 내장]
- 특수 기능:
  - 트랜잠 시스템(TRANS-AM System)
  - 퀀텀 시스템(Quantum System)
    - 퀀텀 버스트(Quantum BURST)

더블오 라이저의 트랜잠 버스트(TRANS-AM BURST)의 강화 버전. 극중 후반부에 ELS와의 대화를 위해 사용된다. 기존의 트랜잠과는 달리 녹색을 띈다. 왼쪽 실드와 등에 탑재된 태양로가 결합되면서 발동되는데 최대 파워로 발동시키면 몸체 곳곳에 장갑이 퍼지되고 GN 콘덴서가 돌출되며 GN 입자를 최대로 방출시켜 상대와 대화를 할 수 있게 한다. 장갑 퍼지는 일회성 기능이라서 퍼지된 장갑은 다시 되돌아오지 않는다.
- 텔레포트(Teleport)

지금까지의 CB의 기체 중에서 더블오 쿠안타에게만 있는 기능. 소드 비트를 통해서 GN 입자화가 되어 텔레포트를 할 수 있다. 극중 ELS의 모성으로 가기 위해 텔레포트를 하는 더블오 쿠안타를 볼 수 있다.
- 전속 파일럿: 세츠나 F. 세이에이 [Setsuna F. Seiei]

CBS-74 프톨레마이오스 II(톨레미),(토레미) (Ptolemaios II)
- 크루:
  - 세츠나 F. 세이에이 [Setsuna F. Seiei] - 건담 마이스터
  - 록온 스트라토스 [Lockon Stratos] (a.k.a 라일 디란디) - 건담 마이스터
  - 알렐루야 합티즘 [Allelujah Haptism] - 건담 마이스터
  - 소마 피리스 [Soma Peries] - 건담 마이스터
  - 티에리아 아데 [Tieria Erde] - 건담 마이스터
  - 스메라기 리 노리에가 [Sumeragi Lee Noriega] - 전술 예보가
  - 펠트 그레이스 [Feldt Grace] - 전황 오퍼레이터
  - 밀레이나 바스티 [Mileina Vashti] - 전황 오퍼레이터
  - 랏세 아이온 [Lasse Aeon] - 조타수 겸 포격수
  - 이안 바스티 [Ian Vashti] - 메카닉
  - 린다 바스티 [Linda Vashti] - 메카닉

#### - 지구 연방 평화 유지군 (地球連放平和維持軍)
GNX-803T 징크스 IV (GN-X IV)
GNX-609T 징크스 III의 발전기.
이노베이터와 베다로부터 얻은 기술로 인해 성능이 대폭 향상되었다.
또한 어로우즈의 주력기였던 어헤드의 기술도 도입되었다.
- 두부고: 19.0m, 본체 중량: 70.6t
- 동력원: GN 드라이브 타우(T)
- 장갑 재질: E-카본
- 무장:
  - GN 빔 사벨 x2
  - GN 크로우 x10
  - GN 빔 라이플
    - 숏 배럴
    - 롱 배럴

  - GN 헤드 발칸 x2
  - GN 웨이스트 발칸 x2
- 특수 기능:
  - 트랜잠 시스템(TRANS-AM System)
  - 자폭

GNX-803T 징크스 IV 지휘관형(GN-X IV Commander Type)
GNX-609T 징크스 IV의 지휘관형 기체.
일반형의 색은 녹색을 띄지만, 지휘관형의 색은 회색에 가까운 검은색을 띈다.
- 두부고: 19.0m, 본체 중량: 70.6t
- 동력원: GN 드라이브 타우(T)
- 장갑 재질: E-카본
- 무장:
  - GN 빔 사벨 x2
  - GN 크로우 x10
  - GN 빔 라이플
    - 숏 배럴
    - 롱 배럴

  - GN 헤드 발칸 x2
  - GN 웨이스트 발칸 x2
- 특수 기능:
  - 트랜잠 시스템(TRANS-AM System)
  - 자폭

GNX-803T 징크스 IV 패트릭 탑승기(GN-X IV Patrick Colasour Type)
패트릭 코라사워 전용의 징크스로 각각의 어깨에 바인더가 있는 것이 특징이다.
이 바인더로는 더블오 라이저와 마찬가지로 GN 필드를 전개하는 것이 가능하다.
- 동력원: GN 드라이브 타우(T)
- 장갑 재질: E-카본
- 특수 기능:
  - 트랜잠 시스템(TRANS-AM System)
  - 자폭
- 전속 파일럿: 패트릭 코라사워(Patrick Colasour)

GNX-803T 징크스 IV 안드레이 탑승기(GN-X IV Andrei Smirnov Type)
안드레이 전용의 징크스. 부스터, 라이플, 소드를 장비한 것이 특징이다.
- 동력원: GN 드라이브 타우(T)
- 장갑 재질: E-카본
- 특수 기능:
  - 트랜잠 시스템(TRANS-AM System)
  - 자폭
- 전속 파일럿: 안드레이 스밀노프(Andrei Smirnov)

GNMA-Y002V 가데라자 (Gadelaza)
순수 이노베이터 전용으로 개발된 대형 모빌 아머.
연방군에 있는 순수 이노베이터가 데카르트 샤먼 혼자이기 때문에 항상 그의 전용기가 되고 있다.
- 동력원: GN 드라이브 타우(T) x21 (직렬형 x2, 예비용 x1, 무장용 x14 (대형 GN팡에 탑재))
- 장갑 재질: E-카본
- 무장:
  - GN 메가 캐논
  - GN 발칸 x2
  - GN 미사일 런처 x4
  - 대형 GN 팡 x14
  - 소형 GN 팡 x140
- 전속 파일럿: 데카르트 샤먼 (Descarte Shaman)

GNX-Y903VS 브레이브 양산형 시험기(Brave Standard Test Type)
SVMS-01E 유니온 플래그 커스텀 (Union Flag Custom)의 발전기. 플래그와 매우 닮았다.
지구연방군에서 징크스 IV 다음으로 시험중인 기체로
이낙트와 플래그의 영향을 받아서 가변 기능도 가지고 있다.
- 두부고: 20.2m, 본체 중량: 61.5t
- 동력원: GN 드라이브 타우(T)
- 장갑 재질: E-카본
- 무장:
  - GN 빔 사벨 x2
  - GN 캐논 x2
  - GN 빔 라이플
  - GN 빔 머신건
  - GN 미사일 x2
  - 차크람 그리네이드 x2
  - 30mm 기관포 x2
  - 트라이 퍼니셔
- 특수 기능:
  - 트랜잠 시스템(TRANS-AM System)
  - 변형
  - 자폭

GNX-Y903VW 브레이브 지휘관형 시험기(Brave Commander Test Type)
SVMS-01E 유니온 플래그 커스텀 (Union Flag Custom)의 발전기이자 그라함 에이커의 전용기.
브레이브 양산형은 연한 녹색을 띄지만, 지휘관용 브레이브는 파란색을 띈다.
- 두부고: 20.2m, 본체 중량: 65.2t
- 동력원: GN 드라이브 타우(T) x2
- 장갑 재질: E-카본
- 무장:
  - GN 빔 사벨 x2
  - GN 캐논 x2
  - GN 빔 라이플
  - GN 빔 머신건
  - GN 미사일 x2
  - 차크람 그리네이드 x2
  - 30mm 기관포 x2
  - 트라이 퍼니셔
- 특수 기능:
  - 트랜잠 시스템(TRANS-AM System)
  - 변형
  - 자폭
- 전속 파일럿: 그라함 에이커 (Graham Aker)

GNZ-004/BW 가가 캐논 (Gaga Cannon)
이노베이더의 양산형 자폭기 가가를 개수한 형태로 전작과 역할은 동일하지만, 개수되면서 캐논 무장이 추가되었다.
- 두부고: 전고 18.1 m, 본체 중량: 전비 26.4t
- 동력원: GN 드라이브 타우 (T)
- 장갑 재질: E-카본
- 무장:
  - GN 발칸 포드
  - GN 캐논 x2
- 장갑 재질: E-카본
- 특수 기능:
  - 트랜잠 시스템(TRANS-AM System)

#### ELS(Extraterrestrial Living-metal Shape shifter)
GNX-803T 징크스 IV ELS 타입(GN-X IV ELS Type)
ELS가 GNX-609T 징크스 IV를 침식하고 데이터를 이용해서 의태된 형태. 원본보다는 성능이 떨어지지만 무장은 ELS의 특성답게 팔을 무기로 변형시켜서 쓴다.
사용하는 태양로의 입자는 유사 태양로, 오리지날 태양로와는 다른 보라색 입자이다.
징크스 IV와의 차이점은 태양로가 길고 헤드의 눈이 빨간색 듀얼아이가 아닌 보라색 모노아이이며 발을 아래로 쭉 펴고 있다.
- 동력원: ELS GN 드라이브
- 장갑 재질: ELS
- 무장:
  - GN 빔 사벨 x2
  - GN 크로우 x10
  - GN 빔 라이플
    - 숏 배럴
    - 롱 배럴

  - GN 헤드 발칸 x2
  - GN 웨이스트 발칸 x2

## 방영목록
| 화수 (제 1시즌) | 제목 (원제/풀이)     | 제목 (원제/풀이)      | 방영일자         |
| --------------- | -------------------- | --------------------- | ---------------- |
| 01              | ソレスタルビーイング | 셀레스티얼 빙         | 2007년 10월 6일  |
| 02              | ガンダムマイスター   | 건담 마이스터         | 2007년 10월 13일 |
| 03              | 変わる世界           | 변하는 세계           | 2007년 10월 20일 |
| 04              | 対外折衝             | 대외절충              | 2007년 10월 27일 |
| 05              | 限界離脱領域         | 한계이탈영역          | 2007년 11월 3일  |
| 06              | セブンソード         | 세븐 소드             | 2007년 11월 10일 |
| 07              | 報われぬ魂           | 보답받지 못하는 혼    | 2007년 11월 17일 |
| 08              | 無差別報復           | 무차별 보복           | 2007년 11월 24일 |
| 09              | 大国の威信           | 대국의 위신           | 2007년 12월 1일  |
| 10              | ガンダム鹵獲作戦     | 건담 노획작전         | 2007년 12월 8일  |
| 11              | アレルヤ             | 알렐루야              | 2007년 12월 15일 |
| 12              | 教義の果てに         | 교의의 끝에           | 2007년 12월 22일 |
| 13              | 聖者の帰還           | 성자의 귀환           | 2008년 1월 5일   |
| 14              | 決意の朝             | 결의의 아침           | 2008년 1월 12일  |
| 15              | 折れた翼             | 부러진 날개           | 2008년 1월 19일  |
| 16              | トリニティ           | 트리니티              | 2008년 1월 26일  |
| 17              | スローネ強襲         | 스로네 강습           | 2008년 2월 2일   |
| 18              | 悪意の矛先           | 악의의 방향           | 2008년 2월 9일   |
| 19              | 絆                   | 인연                  | 2008년 2월 16일  |
| 20              | 変革の刃             | 변혁의 칼             | 2008년 2월 23일  |
| 21              | 滅びの道             | 멸망의 길             | 2008년 3월 1일   |
| 22              | トランザム           | 트랜잠                | 2008년 3월 8일   |
| 23              | 世界を止めて         | 세계를 멈추고서       | 2008년 3월 15일  |
| 24              | 終わりなき詩         | 끝나지 않는 노래      | 2008년 3월 22일  |
| 25              | 刹那                 | 세츠나                | 2008년 3월 29일  |
| 총집편          | 天使たちの軌跡       | 천사들의 궤적         | 2008년 10월 2일  |
| 화수 (제 2시즌) | 제목 (원제/풀이)     | 제목 (원제/풀이)      | 방영일자         |
| 01              | 天使再臨             | 천사 재림             | 2008년 10월 5일  |
| 02              | ツインドライヴ       | 트윈 드라이브         | 2008년 10월 12일 |
| 03              | アレルヤ奪還作戦     | 알렐루야 탈환작전     | 2008년 10월 19일 |
| 04              | 戦う理由             | 싸우는 이유           | 2008년 10월 26일 |
| 05              | 故国燃ゆ             | 불타는 고국           | 2008년 11월 2일  |
| 06              | 傷痕                 | 흉터                  | 2008년 11월 9일  |
| 07              | 再会と別離と         | 재회와 이별과         | 2008년 11월 16일 |
| 08              | 無垢なる歪み         | 무구한 일그러짐       | 2008년 11월 23일 |
| 09              | 拭えぬ過去           | 지울 수 없는 과거     | 2008년 11월 30일 |
| 10              | 天の光               | 하늘의 빛             | 2008년 12월 7일  |
| 11              | ダブルオーの声       | 더블오의 목소리       | 2008년 12월 14일 |
| 12              | 宇宙で待ってる       | 우주에서 기다릴게     | 2008년 12월 21일 |
| 13              | メメントモリ攻略戦   | 메멘토 모리 공략전    | 2008년 12월 28일 |
| 14              | 歌が聞こえる         | 노래가 들려오다       | 2009년 1월 11일  |
| 15              | 反抗の凱歌           | 반항의 개가           | 2009년 1월 18일  |
| 16              | 悲劇への序章         | 비극에의 서장         | 2009년 1월 25일  |
| 17              | 散りゆく光の中で     | 스러져 가는 빛 속에서 | 2009년 2월 1일   |
| 18              | 交錯する想い         | 교착하는 생각         | 2009년 2월 8일   |
| 19              | イノベイターの影     | 이노베이터의 그림자   | 2009년 2월 15일  |
| 20              | アニュー・リターン   | 어뉴 리턴             | 2009년 2월 22일  |
| 21              | 革新の扉             | 혁신의 문             | 2009년 3월 1일   |
| 22              | 未来のために         | 미래를 위해           | 2009년 3월 8일   |
| 23              | 命の華               | 생명의 꽃             | 2009년 3월 15일  |
| 24              | BEYOND               | BEYOND                | 2009년 3월 22일  |
| 25              | 再生                 | 재생                  | 2009년 3월 29일  |

## 주제가

### 제 1시즌
- 여는 곡
- 《DAYBREAK'S BELL》 (1~13화)

작사: hyde
작곡: ken
편곡: L'Arc~en~Ciel
아티스트: L'Arc~en~Ciel
- 《Ash Like Snow》 (14~25화)

작사: 카와세 토모코
작곡: 오쿠다 슈운사쿠
편곡: 브릴리언트 그린
아티스트: 브릴리언트 그린
- 닫는 곡
- 《함정》 (1~13화)

원제: 罠
작사: 스가나미 에이쥰
작곡, 편곡: THE BACK HORN
아티스트: THE BACK HORN
- 《프렌즈》 (14~24화)

원제: フレンズ
작사: 스테파니, 야즈미 카나
작곡: 조 리노이에, MASAKI
편곡: 조 리노이에, 미네 마사노리
아티스트: 스테파니
- 《DAYBREAK'S BELL》 (25화)

- 삽입곡
- 《LOVE TODAY》 (19, 24화)

작사: 나오
작곡: 나오, 유우지
편곡: Taja
아티스트: Taja

### 제 2시즌
- 여는 곡
- 《덧없고도 영원한 슬픔》 (2~13화)

원제: 儚くも永久のカナシ
작사: TAKUYA∞
작곡: 카츠야, TAKUYA∞
편곡: UVERworld, 히라이데 사토루
아티스트: UVERworld
- 《눈물의 저편》 (14~25화)

원제: 泪のムコウ
작사, 작곡: AIMI
편곡: 스테레오포니, northa+
아티스트: 스테레오포니
- 닫는 곡
- 《덧없고도 영원한 슬픔》 (1화)
- 《Prototype》 (2~13화)

작사, 작곡: 이시카와 치아키
편곡: 니시다 마사라
아티스트: 이시카와 치아키
- 《TOMORROW》 (14화)

작사: 쿠로다 요스케, 아아
작곡: 카와이 켄지, 아사미 코세이
편곡: 니시다 마사라
아티스트: 마리나 이스마일(츠네마츠 아유미)
- 《trust you》 (15~24화)

작사, 작곡: MARKIE
편곡: JIN NAKAMURA
아티스트: 이토 유나
- 《DAYBREAK'S BELL》 (25화)

- 삽입곡
- 《Unlimited Sky》 (7, 18화)

작사: Tommy heavenly6
작곡, 편곡: Chiffon Brownie
아티스트: Tommy heavenly6
- 《TOMORROW》 (15, 18, 25화)
- 《trust you》 (20, 24화)

### 극장판 A wakening of the Trailblazer
- 오프닝 곡
- 《Tozasareta Sekai(닫혀진 세상)》

작사: 스기나미 에이쥰
작곡: THE BACK HORN
편곡: THE BACK HORN
아티스트: THE BACK HORN
- 엔딩 곡
- 《Qualia》

작사: TAKUYA∞
작곡: 카츠야, TAKUYA∞
편곡: UVERworld, 히라이데 사토루
아티스트: UVERworld
- 삽입 곡
- 《이제 아무것도 두렵지 않아, 두렵지는 않아》

작사:
작곡, 편곡:
아티스트: 이시카와 치아키

## 외전
기동전사 건담 00P (Mobile suit Gundam 00P)
월간 전격 하비 매거진에서 연재되고 있으며,
짤막한 스토리와 일러스트, 그리고 메카닉의 해설과 모형 작례를 이용한 디오라마를 겸해 매회 게재한다.
사람들이 아직 셀레스티얼 빙의 존재를 모르는 시대였던 본편으로부터 약 15년 전을 주 무대로 설정하여
GN-001 건담 엑시아의 전계기인 GNY-001 건담 아스트레아를 비롯한 제 2세대 건담들의 개발에 얽힌 이야기를 다룬다.
- 집필: 치바 토모히로
- 일러스트: 토키타 코이치
- 연재: 월간 전격 하비 매거진

기동전사 건담 00F (Mobile suit Gundam 00F)
월간 건담에이스에서 연재되고 있는 코믹스.
본편(제 1시즌)과 같은 시간대인 서기 2307년을 주 무대로 설정하고 있으며,
본격적으로 활동을 개시한 셀레스티얼 빙을 이면에서 지원하는 극비 서포트 팀 페레쉬테(페르시아어로 '천사')의 활약상을 다룬 이야기이다.
- 시나리오: 치바 토모히로
- 작화: 토키타 코이치
- 연재: 월간 건담에이스

기동전사 건담 00V (Mobile suit Gundam 00V)
월간 하비 저팬에서 연재되고 있으며,
타 잡지에서 연재되고 있는 00P와 같이 짤막한 스토리와 모형 작례를 중심으로 구성된 작품이다.
본편으로부터 약 20년 후, 역사학자 로베르 스페이시의 시점으로
본편에서 언급되지 않았던 미션들과 그에 이용된 메카닉들을 해설한다.
- 집필: 치바 토모히로
- 연재: 월간 하비 저팬